# ولاية الأغواط
ولاية الأغواط، هي ولاية جزائرية، تقع في الجزء الشمالي الأوسط من الجزائر وعاصمتها هي مدينة الأغواط. يحدها من الشمال ولاية تيارت، ومن الغرب ولاية البيض، ومن الجنوب ولاية غرداية، ومن الشرق ولاية الجلفة. وبذلك فهي تتوسط منطقة الأطلس الصحراوي، تُعرف بتربية المواشي بحكم طابعها الرعوي والسهبي.
تُساهم ولاية الأغواط في اقتصاد البلاد بدرجة كبيرة، يأتي جل المدخول من المحروقات - وخصوصًا الغاز الى جانب محطات الكهرباء و قطاع المواشي م يزيد عن 3 ملايين رأس من الأغنام.
في الجانب السياحي تعد منطقة كاف الملح التي تقع ما بين بلدية تاجرونة وتاويالة قرب الحدود مع ولاية البيض من أهم المناطق السياحية في الولاية، بالإضافة الى منطقة القعدة بدائرة وادي مرة على بعد 70 كم من عاصمة الولاية و قصر كوردان والزاوية التجانية.بدائرة عين ماضي بالإضافة إلى وجود مناطق سياحية مثل منطقة الغيشة، تاويالة، الفج، لالماية، عين سفيسيفة، الحصباية، الميلق، الحويطة ومادنا هذه الأخيرة التي تتميز بوجود فوهة تالمزان الناتجة عن سقوط نيزك وتوجد ببلدية حاسي الدلاعة جنوبا.

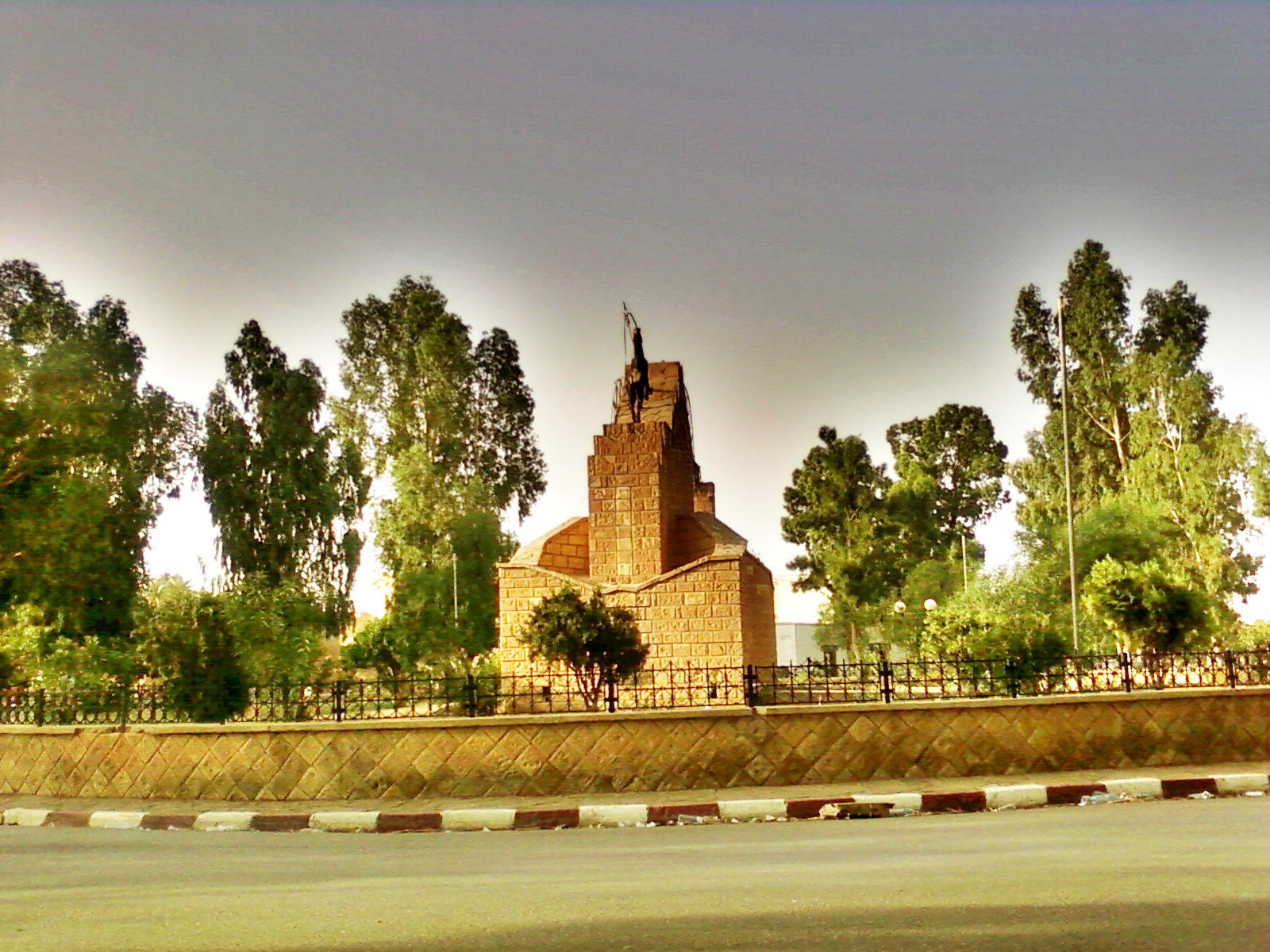
صورة من مدخل مدينة الأغواط

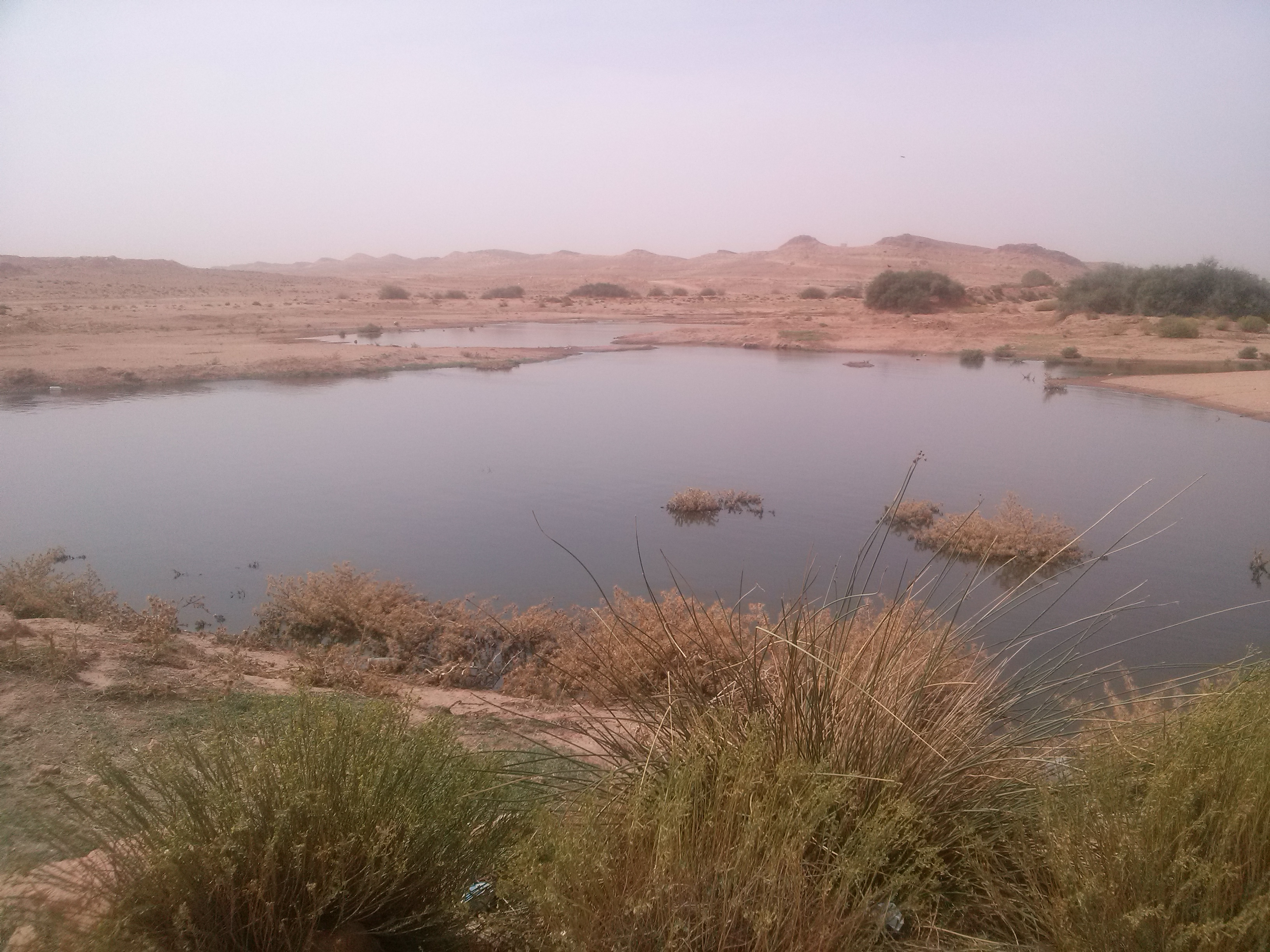
بحيرة الخنيقة

رحبة لجمال أو الزيتون

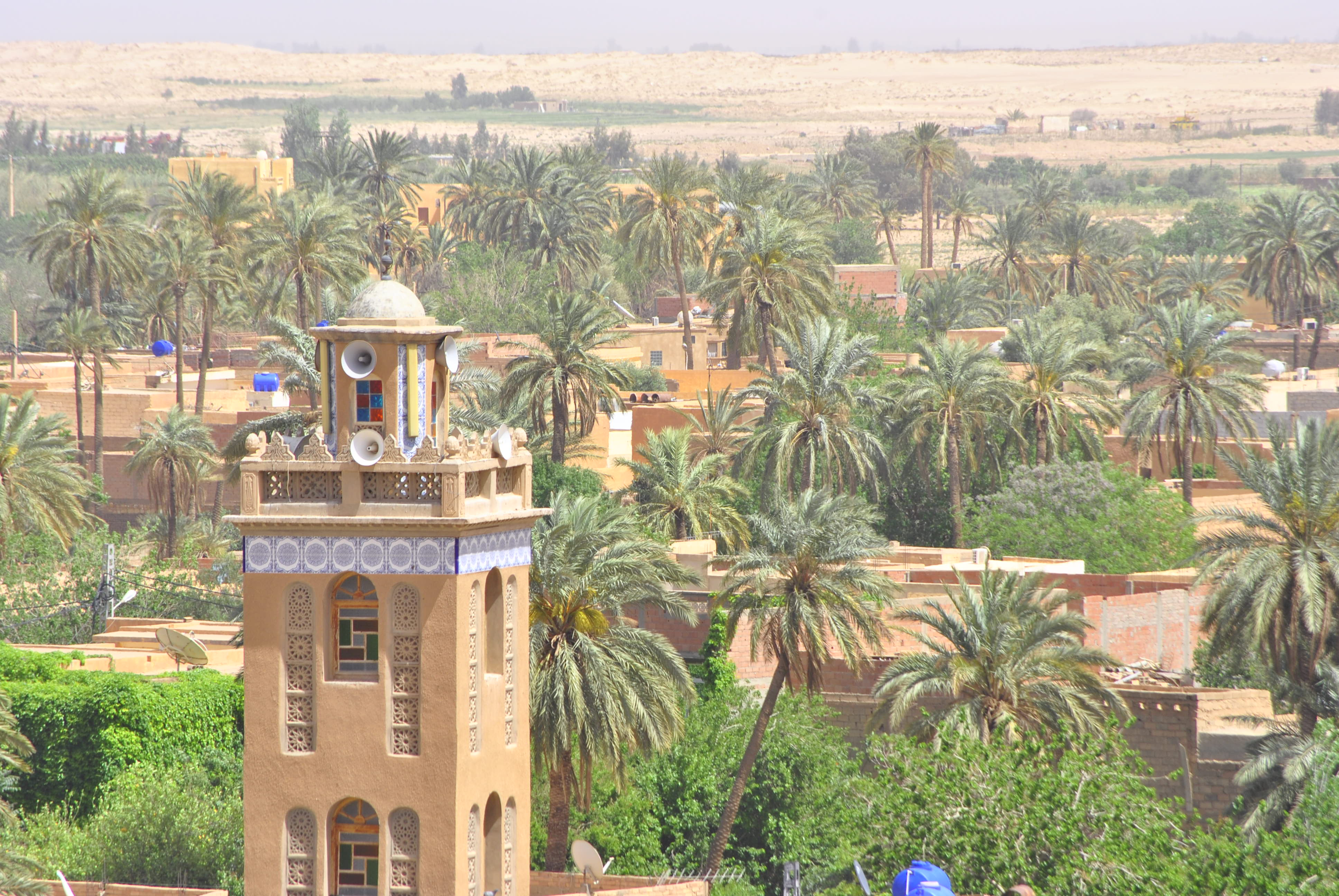
نخيل الأغواط

## الموقع

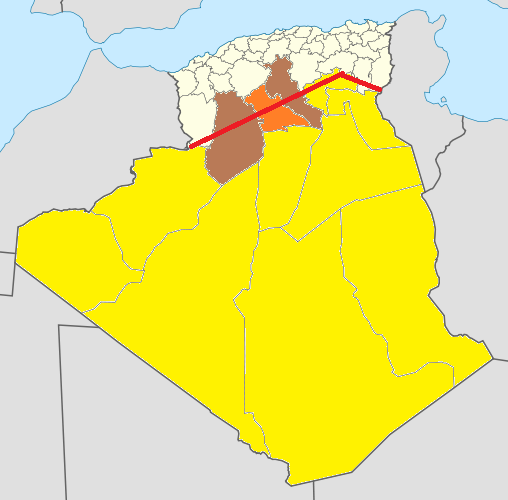

تقع ولاية الأغواط في منطقة السهوب وسط الجزائر شمال الصحراء الجزائرية، وتبعد عن الجزائر العاصمة بحوالي 400 كلم

## التضاريس
تقع ولاية الأغواط مابين التل والصحراء عند سفوح سلسلة الأطلس الصحراوي بشقيها جبال عمور غرب الولاية وجبال أولاد نايل شرقها ولهذا يمكن تقسيم الولاية إلى ثلاث مناطق رئيسة:

#### الأطلس الصحراوي
تقع في الشمال الغربي من الولاية وبالتحديد شمال جبل عمور، تتميز بعلو مابين 1000 و1700 م عن سطح البحر. يمكننا تميزها إلى منطقتين فرعيتين: منطقة الهضاب العليا في الشمال ومنطقة جبلية جنوبها. تضم كل من دائرة قلتة سيدي سعد، دائرة آفلو، دائرة بريدة، دائرة الغيشة ودائرة وادي مرة.
أهم ما تتميز به هذه المنطقة كونها منبع لأهم أودية الجزائر وهما وادي الشلف من خلال رافده واد الطويل ووادي جدي من خلال رافده وادي امزي. كما يميزها وجود غبات السد الأخضر.

#### السهوب
تقع السهوب في الوسط تتميز بعلو ما بين 700 و1000 م تعرف بكونها مناطق رعوية إذ أنها تحتوي على العديد من النباتات السهبية والأعشاب فهذه المنطقة تضم معظم الغطاء النباتي للولاية عدا غابات السد الأخضر في المنطقة الجبلية. تضم كل من دائرة سيدي مخلوف، دائرة الأغواط، الجزء الشمالي من دائرة عين ماضي.

#### الصحراء

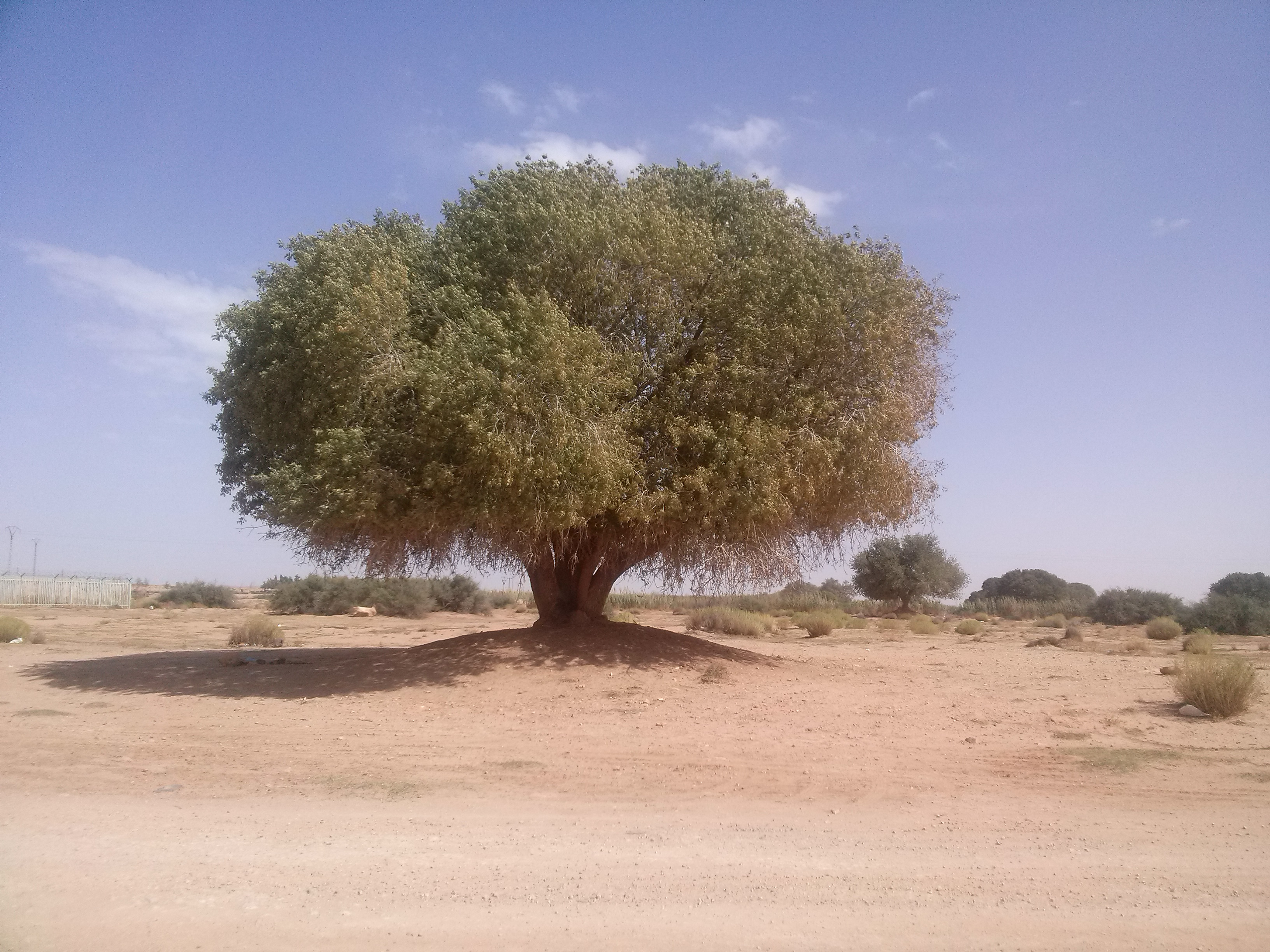
بطم الأغواط

في الجزء الجنوبي من ولاية الأغواط تضم ما يعرف بالهضبة الصحراوية وتضم كل من دائرة حاسي الرمل، جنوب دائرة قصر الحيران وجنوب دائرة عين ماضي. تتميز بقلة غطائها النباتي إذ ينحصر في نبات الحرمل عدا بعض الضايات هنا وهناك التي تتميز بتنوع نباتاتها كالسدرة والبطم والأعشاب المتنوعة والزهور في فصل الربيع.

## المناخ
شبه قاري يتميز بالحرارة صيفا والبرودة شتاء مع تساقط قوي للجليد خلال شهري ديسمبر وجانفي. وتهاطل الثلوج ببعض المناطق التي تبلغ علوها عن سطح البحر 800 متر وذلك في جبال الأطلس الصحراوي التي تخترق الولاية متمثلة في جبال العمور وجبال أولاد نايل بشكل أساسي.
| البيانات المناخية لـالأغواط، الجزائر | البيانات المناخية لـالأغواط، الجزائر | البيانات المناخية لـالأغواط، الجزائر | البيانات المناخية لـالأغواط، الجزائر | البيانات المناخية لـالأغواط، الجزائر | البيانات المناخية لـالأغواط، الجزائر | البيانات المناخية لـالأغواط، الجزائر | البيانات المناخية لـالأغواط، الجزائر | البيانات المناخية لـالأغواط، الجزائر | البيانات المناخية لـالأغواط، الجزائر | البيانات المناخية لـالأغواط، الجزائر | البيانات المناخية لـالأغواط، الجزائر | البيانات المناخية لـالأغواط، الجزائر | البيانات المناخية لـالأغواط، الجزائر |
| الشهر                                | يناير                                | فبراير                               | مارس                                 | أبريل                                | مايو                                 | يونيو                                | يوليو                                | أغسطس                                | سبتمبر                               | أكتوبر                               | نوفمبر                               | ديسمبر                               | المعدل السنوي                        |
| ------------------------------------ | ------------------------------------ | ------------------------------------ | ------------------------------------ | ------------------------------------ | ------------------------------------ | ------------------------------------ | ------------------------------------ | ------------------------------------ | ------------------------------------ | ------------------------------------ | ------------------------------------ | ------------------------------------ | ------------------------------------ |
| متوسط درجة الحرارة الكبرى °ف         | 55                                   | 59                                   | 64                                   | 73                                   | 79                                   | 90                                   | 97                                   | 95                                   | 86                                   | 75                                   | 63                                   | 55                                   | 74                                   |
| متوسط درجة الحرارة الصغرى °ف         | 36                                   | 39                                   | 45                                   | 48                                   | 55                                   | 64                                   | 70                                   | 68                                   | 63                                   | 54                                   | 43                                   | 37                                   | 52                                   |
| الهطول إنش                           | 0.3                                  | 0.6                                  | 0.5                                  | 0.6                                  | 0.6                                  | 0.4                                  | 0.0                                  | 4.2                                  | 0.7                                  | 0.7                                  | 0.6                                  | 0.2                                  | 9.4                                  |
| متوسط درجة الحرارة الكبرى °م         | 13                                   | 15                                   | 18                                   | 23                                   | 26                                   | 32                                   | 36                                   | 35                                   | 30                                   | 24                                   | 17                                   | 13                                   | 24                                   |
| متوسط درجة الحرارة الصغرى °م         | 2                                    | 4                                    | 7                                    | 9                                    | 13                                   | 18                                   | 21                                   | 20                                   | 17                                   | 12                                   | 6                                    | 3                                    | 11                                   |
| الهطول مم                            | 7                                    | 14                                   | 12                                   | 16                                   | 15                                   | 10                                   | 1                                    | 107                                  | 18                                   | 18                                   | 15                                   | 5                                    | 238                                  |
| المصدر:                              |                                      |                                      |                                      |                                      |                                      |                                      |                                      |                                      |                                      |                                      |                                      |                                      |                                      |

تتساقط الأمطار في هذه المنطقة بصفة غير منتظمة تبلغ نسبتها الوسطى (180 مم) سنويا مع حدوث جفاف حاد في بعض السنوات.
تعتمد الولاية في احتياجاتها من المياه الصالحة للشرب بشكل أساسي على المياه الجوفية المتوفرة في المنطقة بكثرة خاصة مع وجود أكبر سد جوفي في أفريقيا بمنطقة تاجموت القريبة من عاصمة الولاية والذي يعد ارثا استعماريا

## الغطاء النباتـي
بما أن ولاية الأغواط تقع في قلب المنطقة السهبية فهي تتمتع بغطاء نباتي أساسه الأعشاب وجلها ذات خصائص طبية ودوائية نلخص أهمها فيما يلي:
الحلفاء، الدرين، السناق، الرمث، الكداد، العجرم، الشيح، النقد، الدقفت، اللّبين، النتين، الحدج، البطم، السدر، حطيبة الغزال، الباقل، المثنان (البهلول)، الوسرة، القطف، الطرفاء، القصيص وهو عشبة وجودها يدل على وجود الترفاس وهو نوع من الفطر بجودة اللحم، الجوبر، الفقاع، النخيل، العرعار، الصنوبر، التسلقى، التقة، الدرياس، الجرتيل، عنب الذيب، الشريّـك، الزفزاف، قرين جدي، القيز، التافقة، التالمة، للمـا، الخبيز، القرناع، العذم، الحرمل، الفيجل، الحمرية، الجعيدة، الفليو، فتّـاتت الحجر (عشبة مريم)، النجم، تيمـريوت، شندقورة، العيهقان، العسلوج، البويبيشة، لازير (الكليل)، الزعتر، الرقيق، زود الخيل، زددوم، القزاح، السمار، القرطوفة، الرتم، لداد، الدفلى، الخياطة، الدباغة......إلخ.
كما أنه يمر بشمال الولاية السد الأخضر الذي جُعل لحماية شمال الجزائر من زحف الصحراء وهو عبارة عن غابات من البلوط والصنوبر والصنوبر الحلبي تمتد هذه الغابات من الحدود التونسية إلى الحدود المغربية بطول 1300 كم.

## التقسيم الإداري
الولاية مقسمة إداريا إلى 10 دوائر و24 بلدية وهي عل الشكل التالي:

### الدوائر
| الدائرة | التسمية       | البلديات                                   | الخريطة |
| ------- | ------------- | ------------------------------------------ | ------- |
| 1       | أفلو          | آفلو، سيدي بوزيد، سبقاق                    |         |
| 2       | عين ماضي      | عين ماضي، الحوايطة، تاجرونة، تاجموت، الخنق |         |
| 3       | بريدة         | بريدة، تاويالة، الحاج المشري               |         |
| 4       | الغيشة        | الغيشة                                     |         |
| 5       | قلتة سيدي سعد | قلتة سيدي سعد، عين سيدي علي، البيضاء       |         |
| 6       | حاسي الرمل    | حاسي الرمل، حاسي دلاعة                     |         |
| 7       | قصر الحيران   | قصر الحيران، بن ناصر بن شهرة               |         |
| 8       | الأغواط       | الأغواط                                    |         |
| 9       | وادي مرة      | وادي مرة، وادي مزي                         |         |
| 10      | سيدي مخلوف    | سيدي مخلوف، العسافية                       |         |

### البلديات

بلديات الأغواط

| - 1- الأغواط - 2- قصر الحيران - 3- بن ناصر بن شهرة - 4- سيدي مخلوف - 5- حاسي دلاعة - 6- حاسي الرمل - 7- عين ماضي - 8- تاجموت |  |  | - 9- الخنق - 10- قلتة سيدي سعد - 11- عين سيدي علي - 12- البيضاء - 13- بريدة - 14- الغيشة - 15- الحاج المشري - 16- سبقاق |  |  | - 17- تاويالة - 18- تاجرونة - 19- آفلو - 20- العسافية - 21- وادي مرة - 22- وادي مزي - 23- الحوايطة - 24- سيدي بوزيد |

### معرض الصور
.

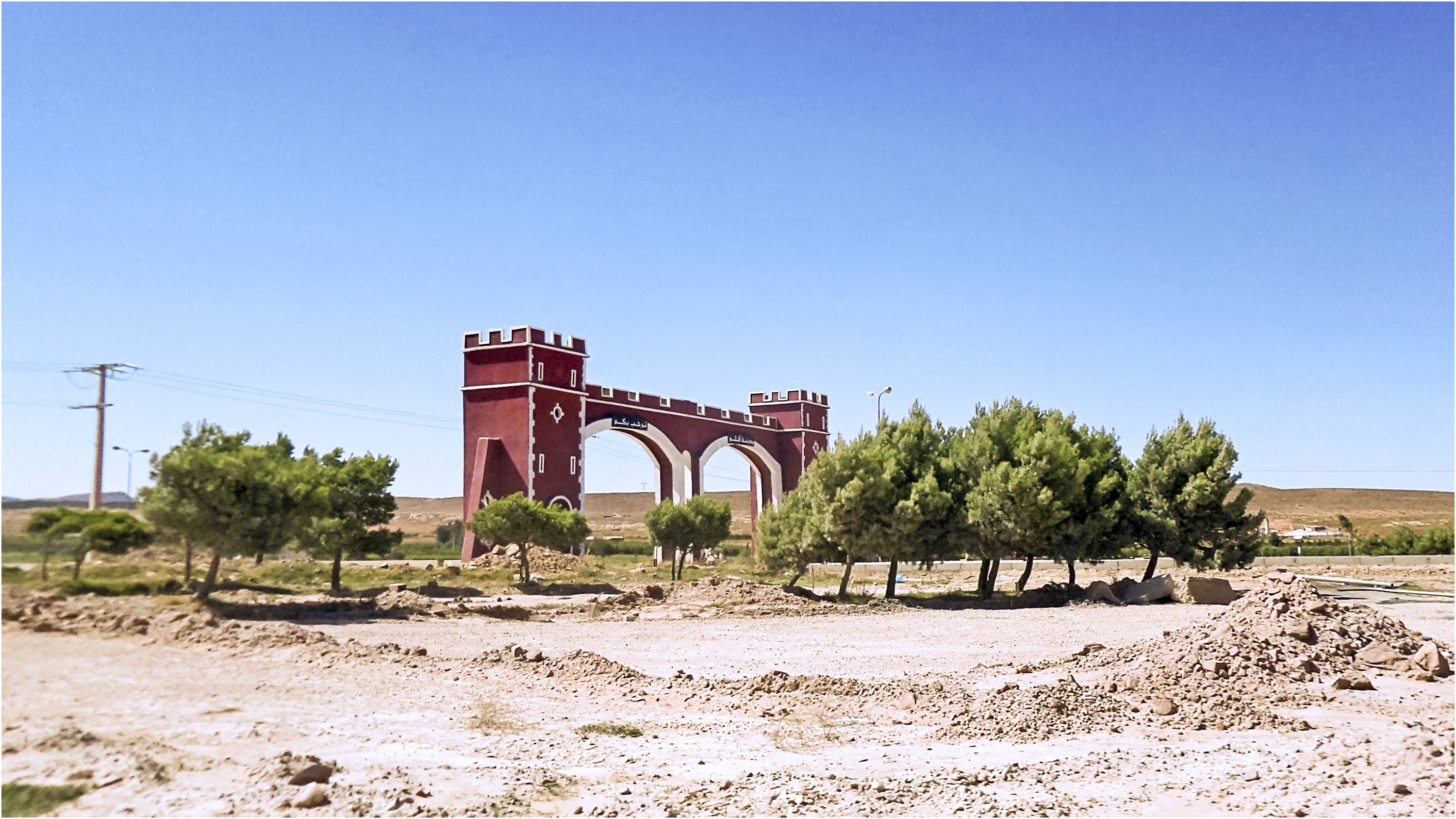
أفلو
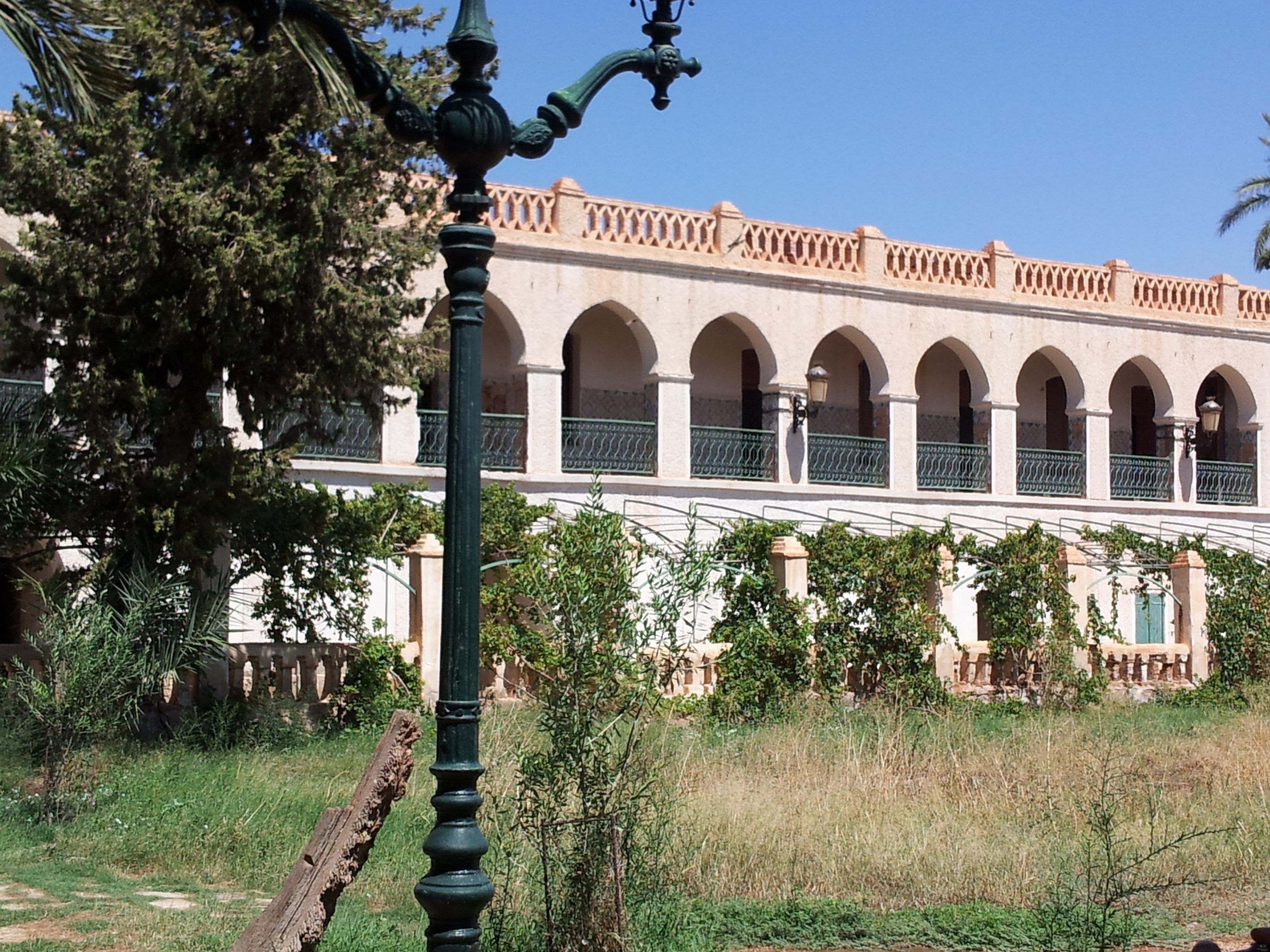
قصر كوردان ( عين ماضي )
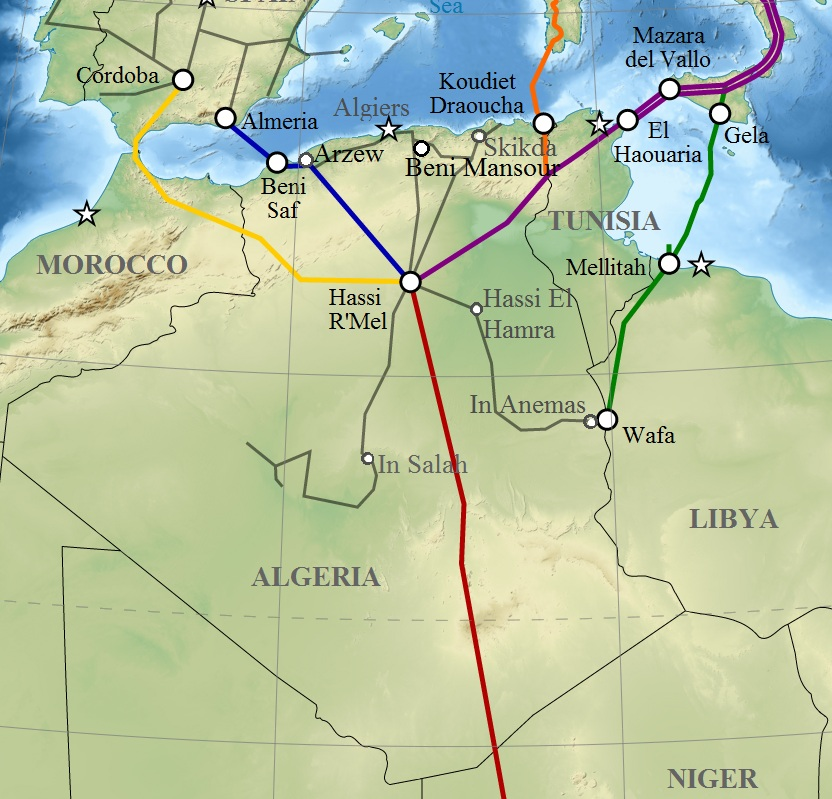
حاسي الرمل عاصمة للغاز
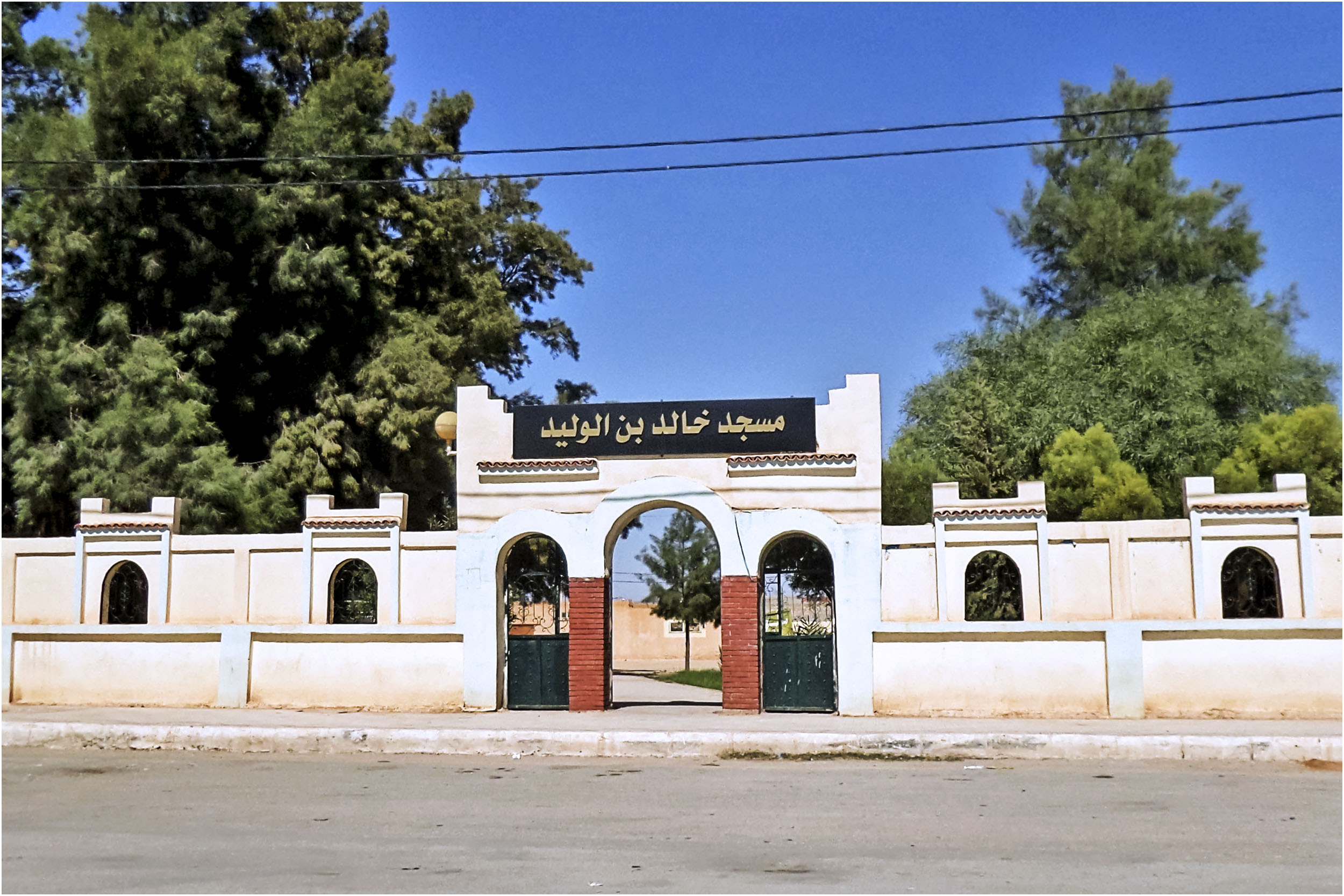
مسجد خالد بن الوليد - سيدي مخلوف
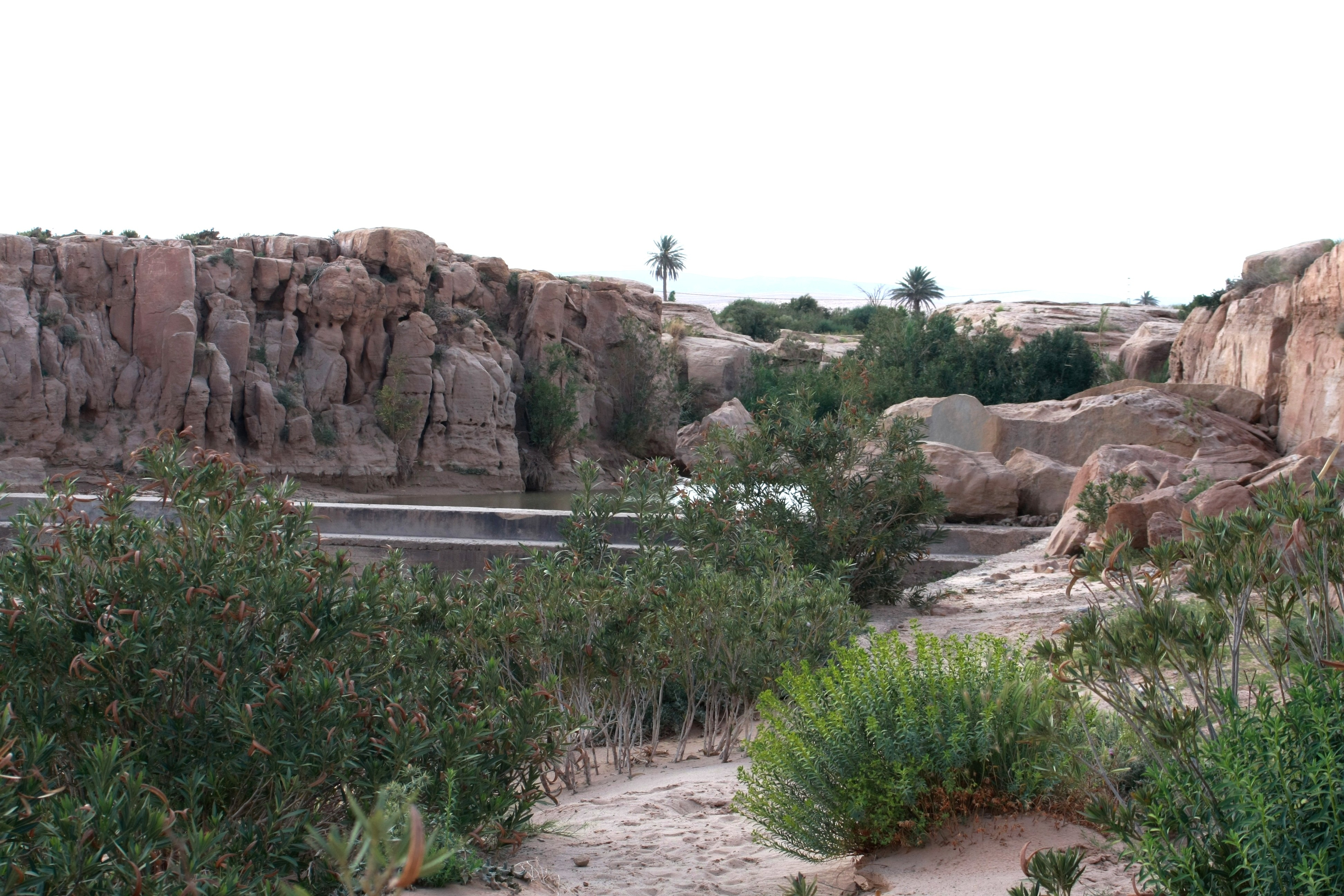
واد باخداش سيدي مخلوف
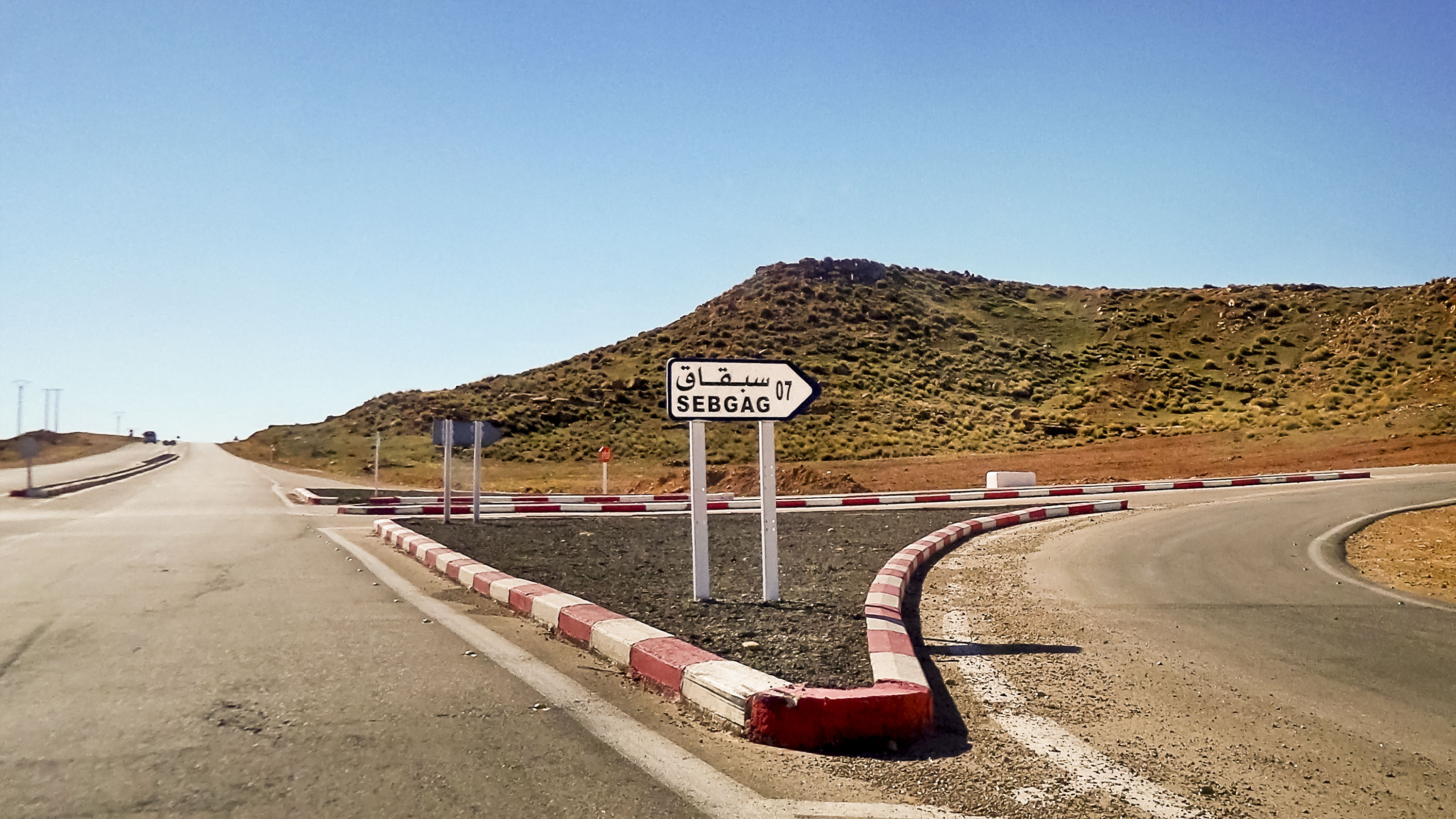
طبيعة سبقاق
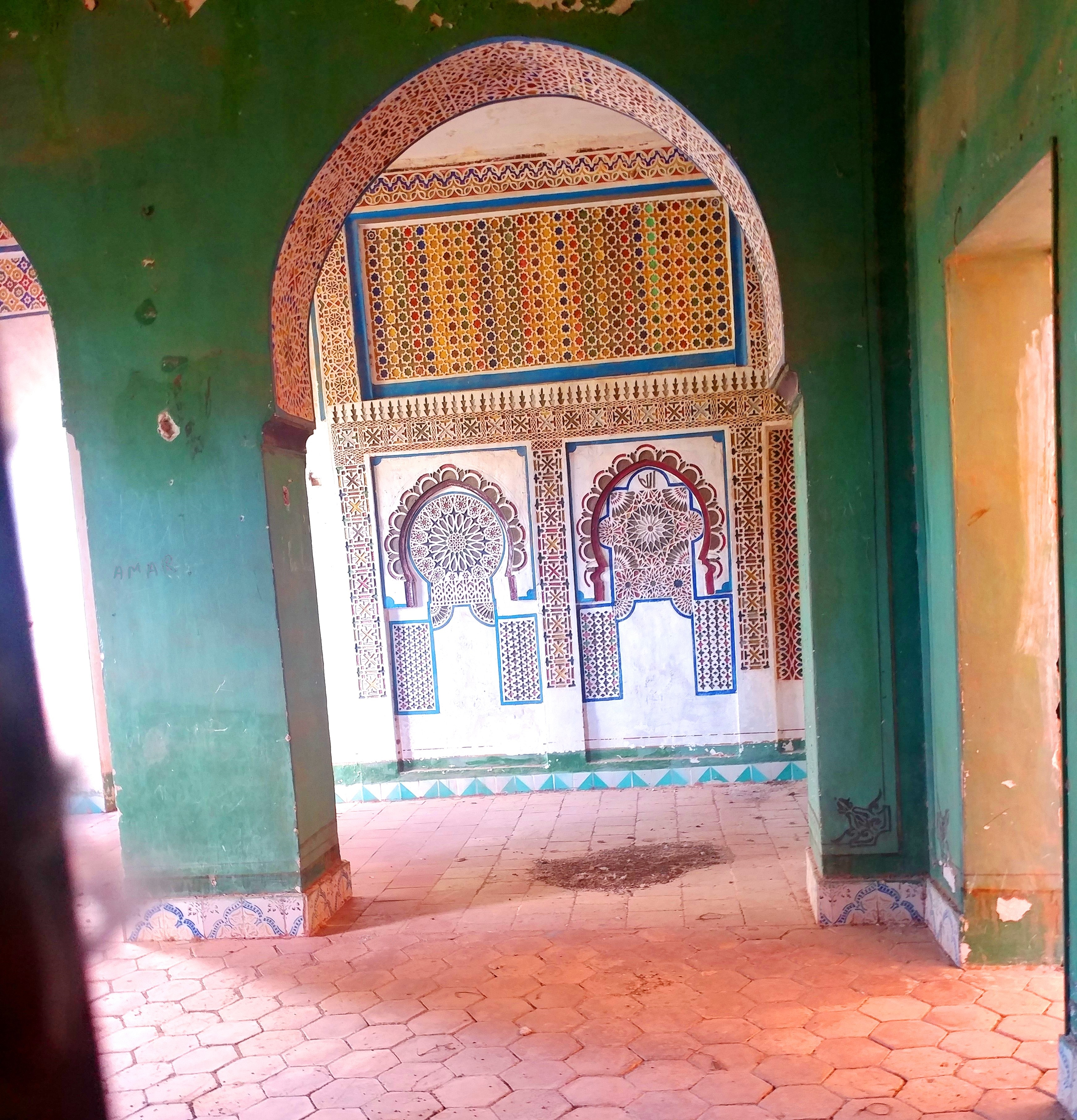
من داخل أحد قصور عين ماضي
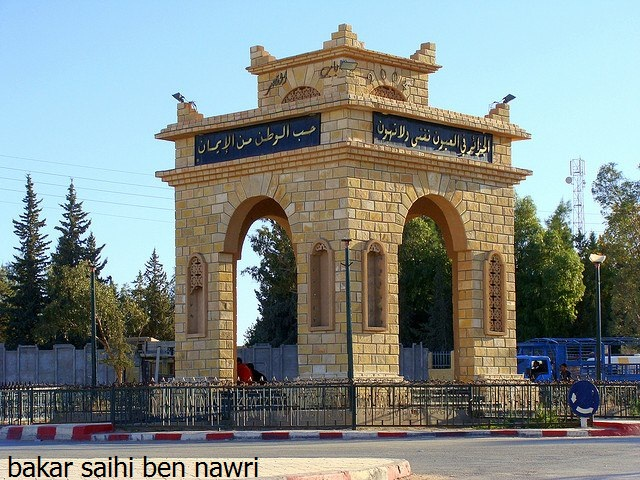
باب القصر - قصر الحيران
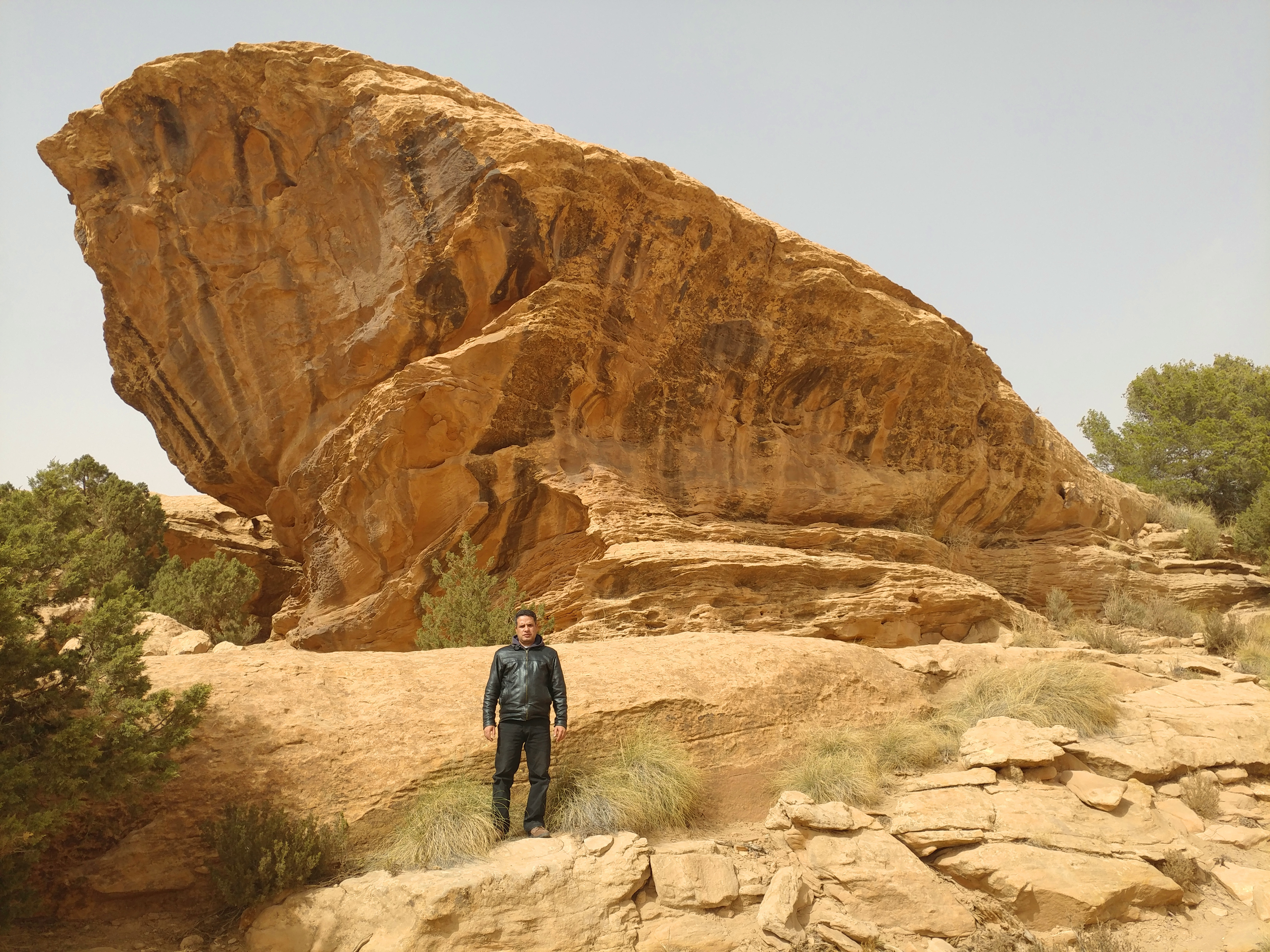
الغيشة منطقة سياحية
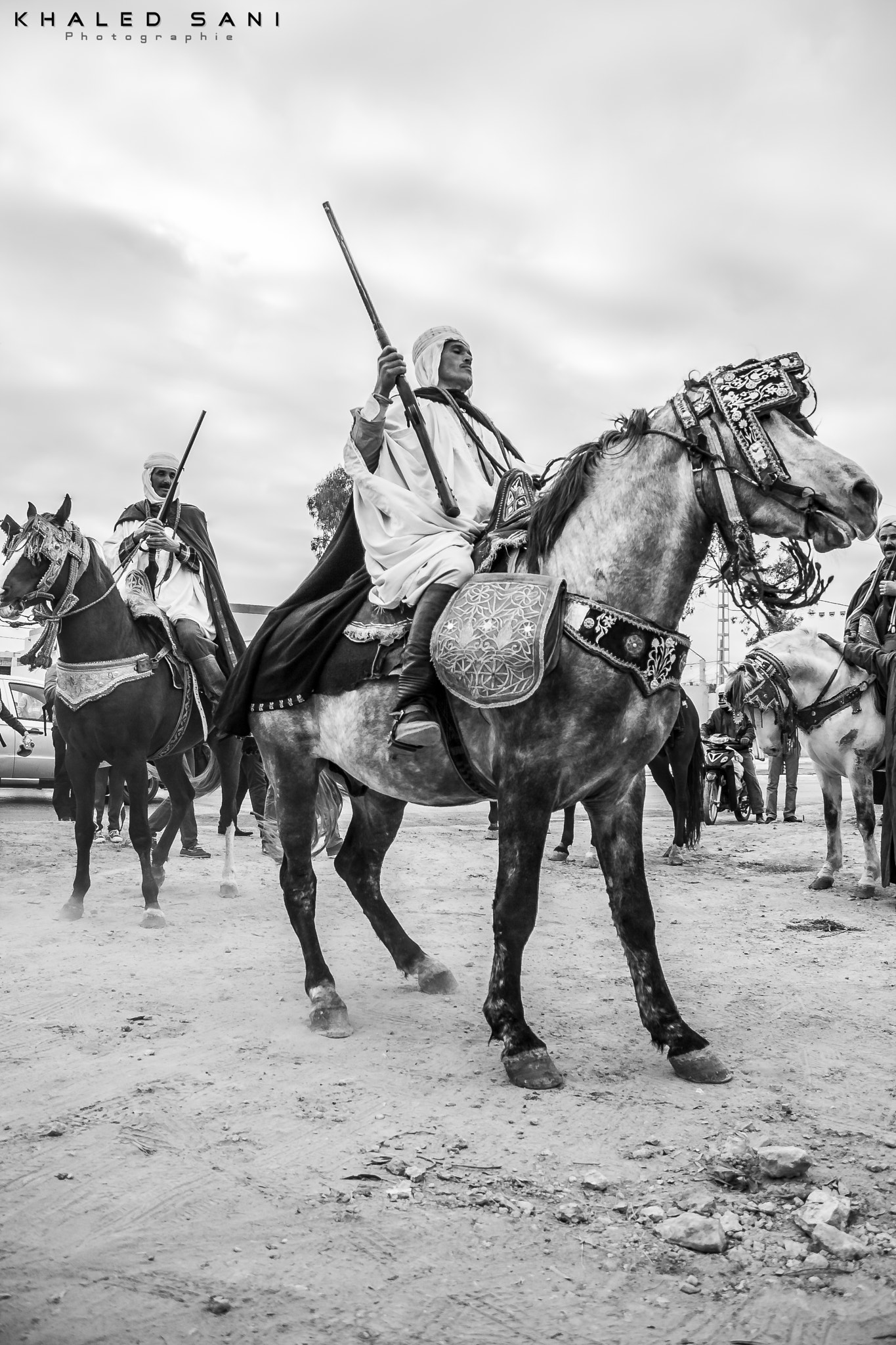
عروض الفانطازيا - تاجرونة
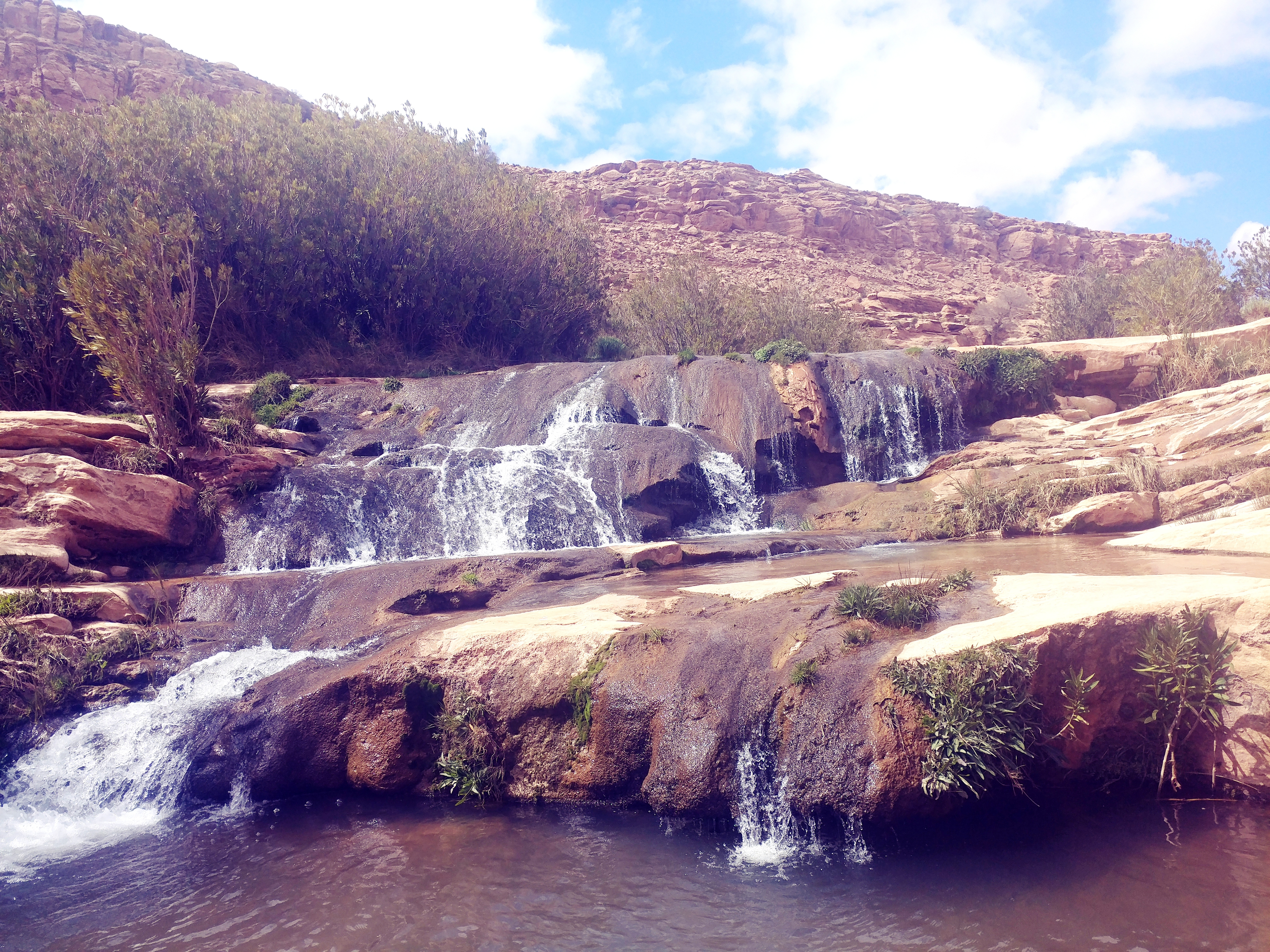
تاويالة الجميلة - جوهرة الأغواط
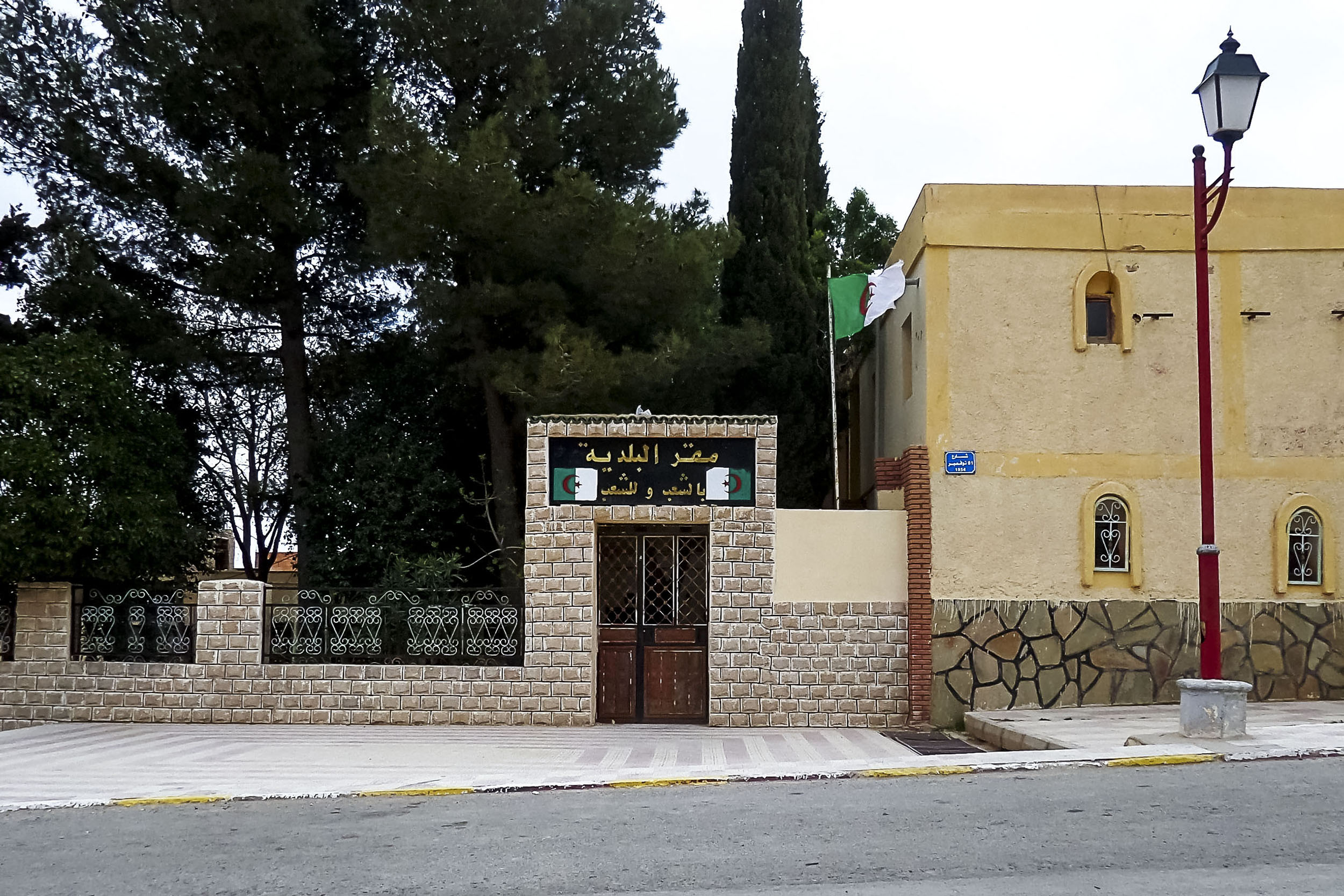
مقر بلدية سيدي بوزيد
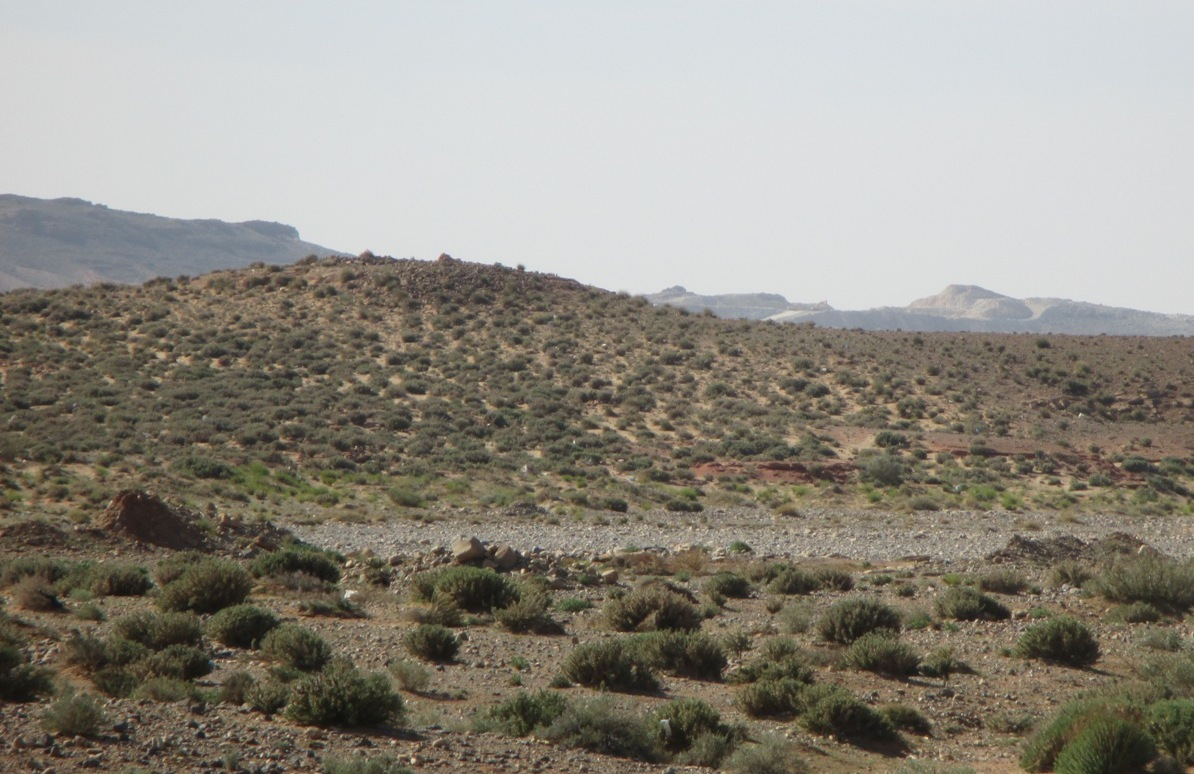
إحدى المناظر الطبيعية من ولاية الأغواط
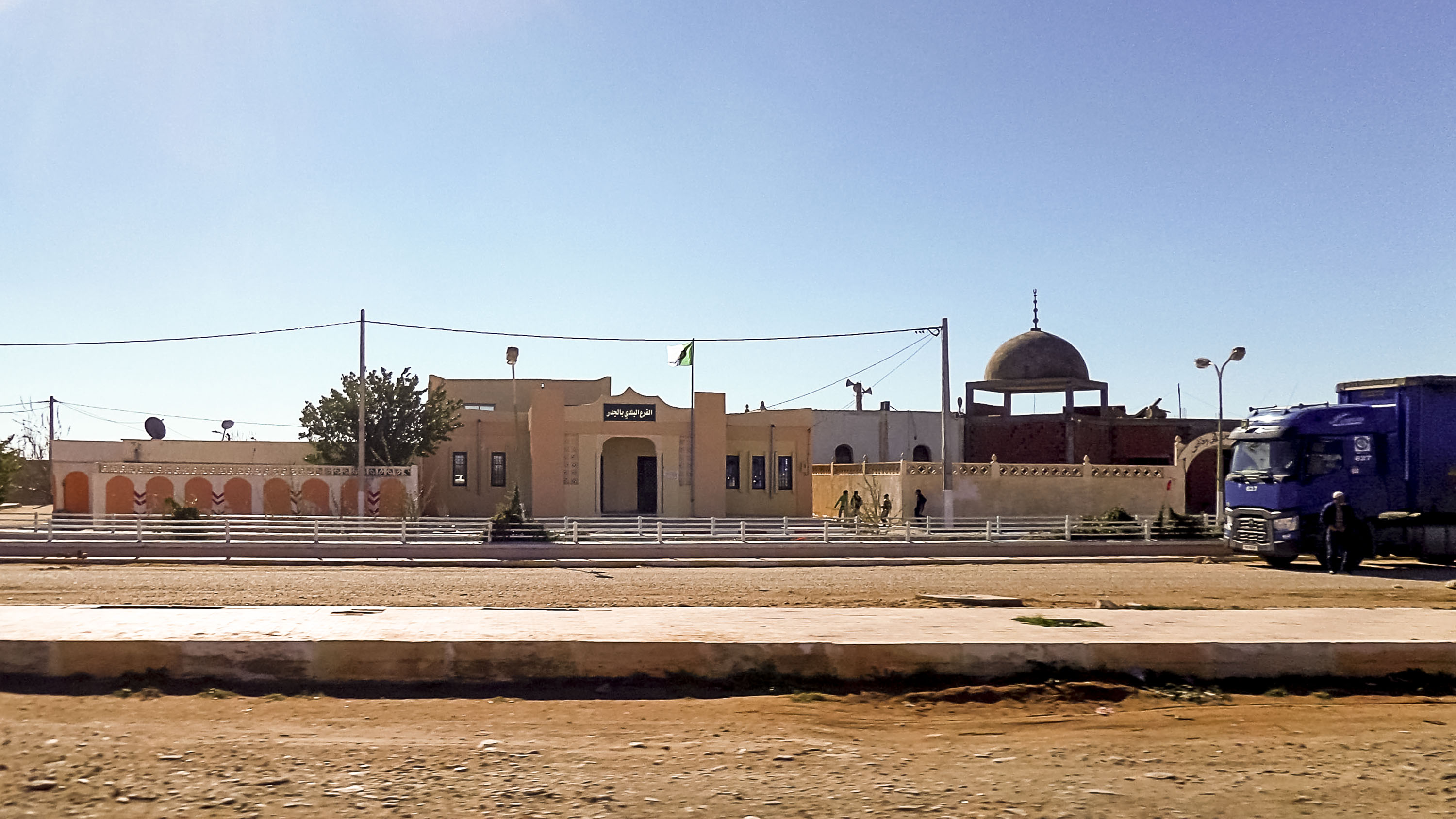
الجدر - واد مرة
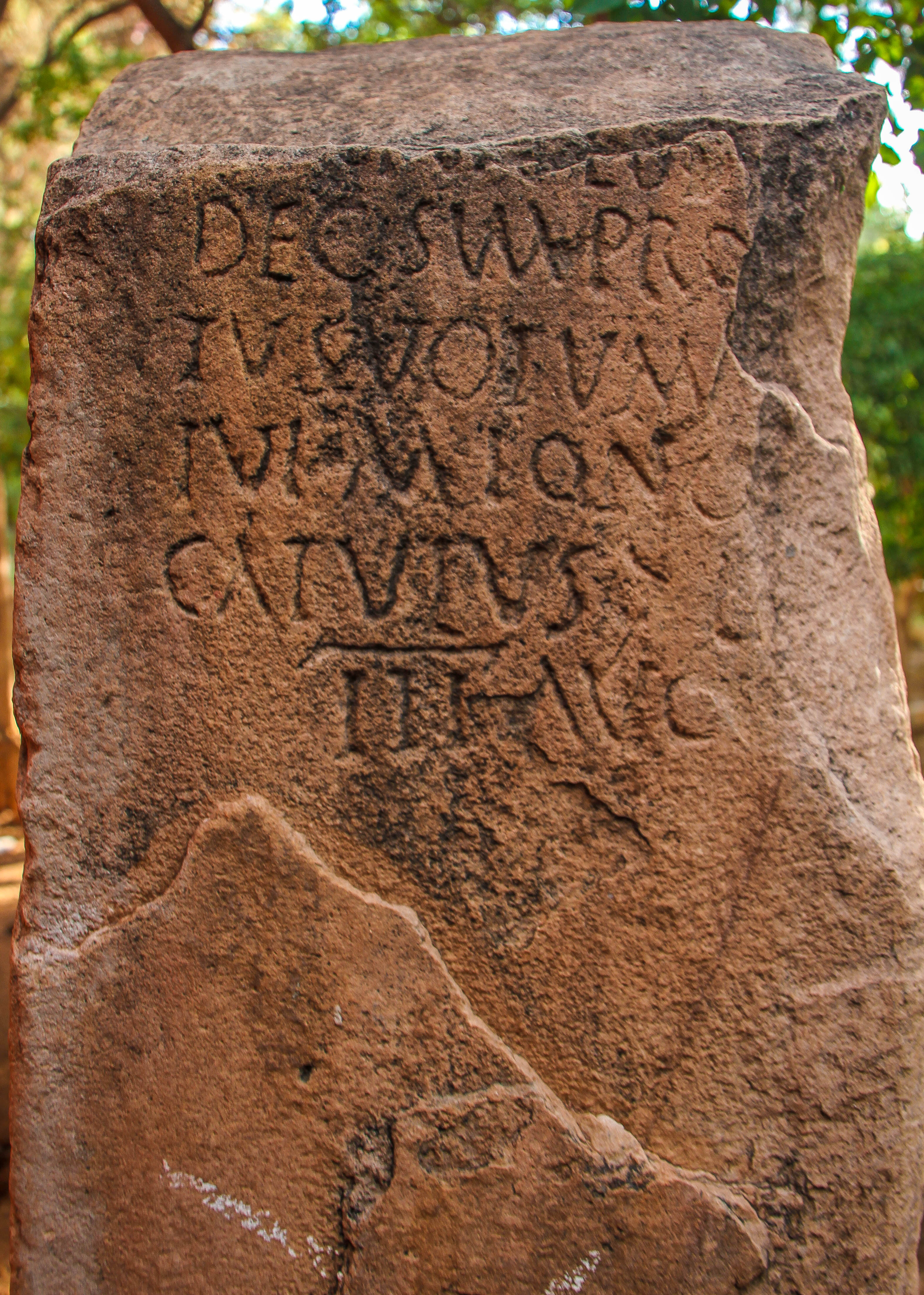
حجر اقناب وجد ببلدية الحاج المشري
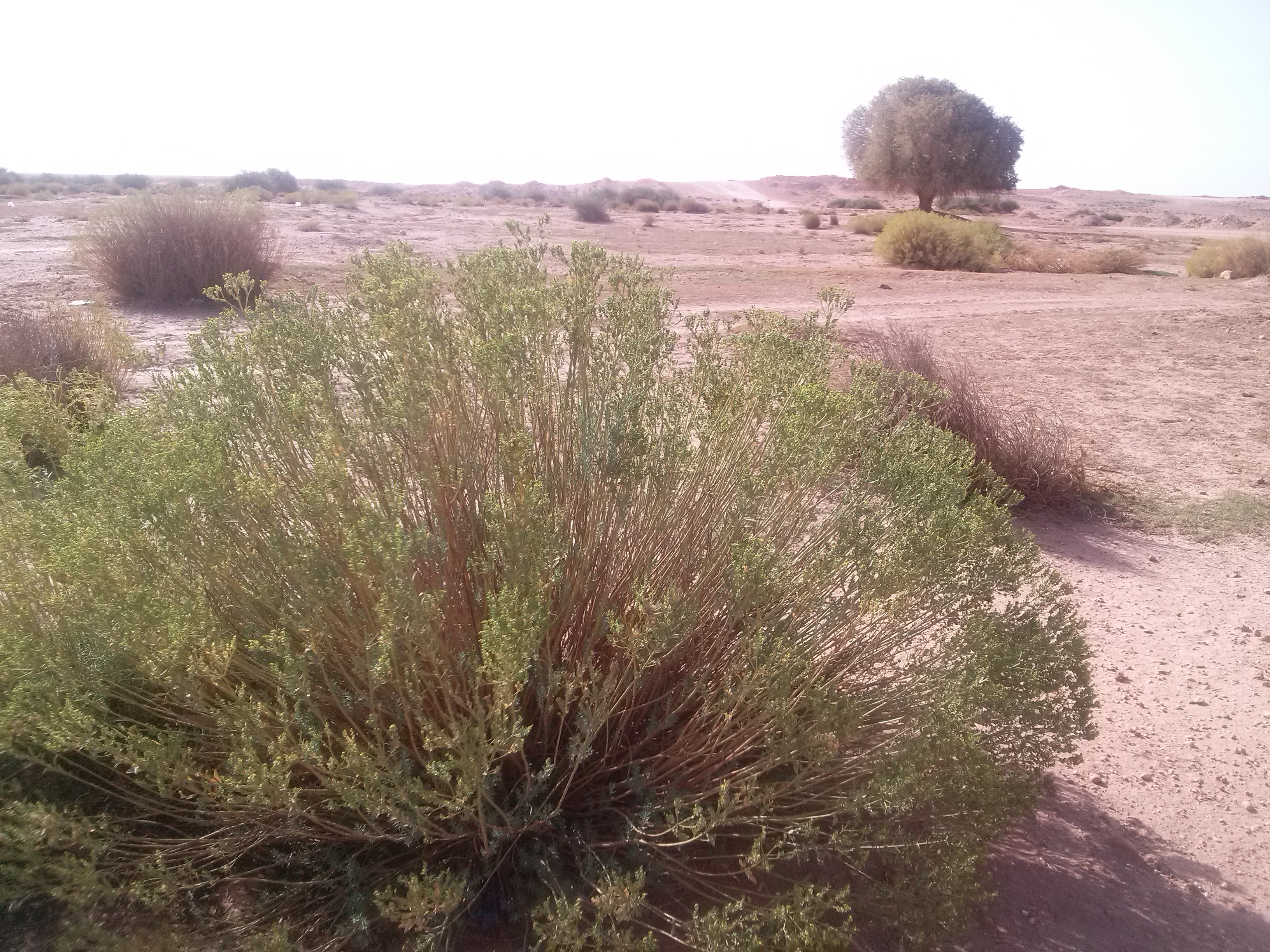
طبيعة الخنق

## الاقتصاد

### الطـاقة
تعتبر ولاية الأغواط من أهم الولايات الطاقوية في الجزائر وذلك باحتوائها على أحد أهم الحقول للغاز في أفريقيا وذلك بمنطقة حاسي الرمل، واحتوائها على العديد من محطات إنتاج الكهرباء بمنطقة تلغيمت بالقرب من حاسي الرمل ومنطقة الخنق التي تحتوي على أكبر محطة للطاقة الشمسية الكهروضوئية بالجزائر بسعة 60 ميغاواط.

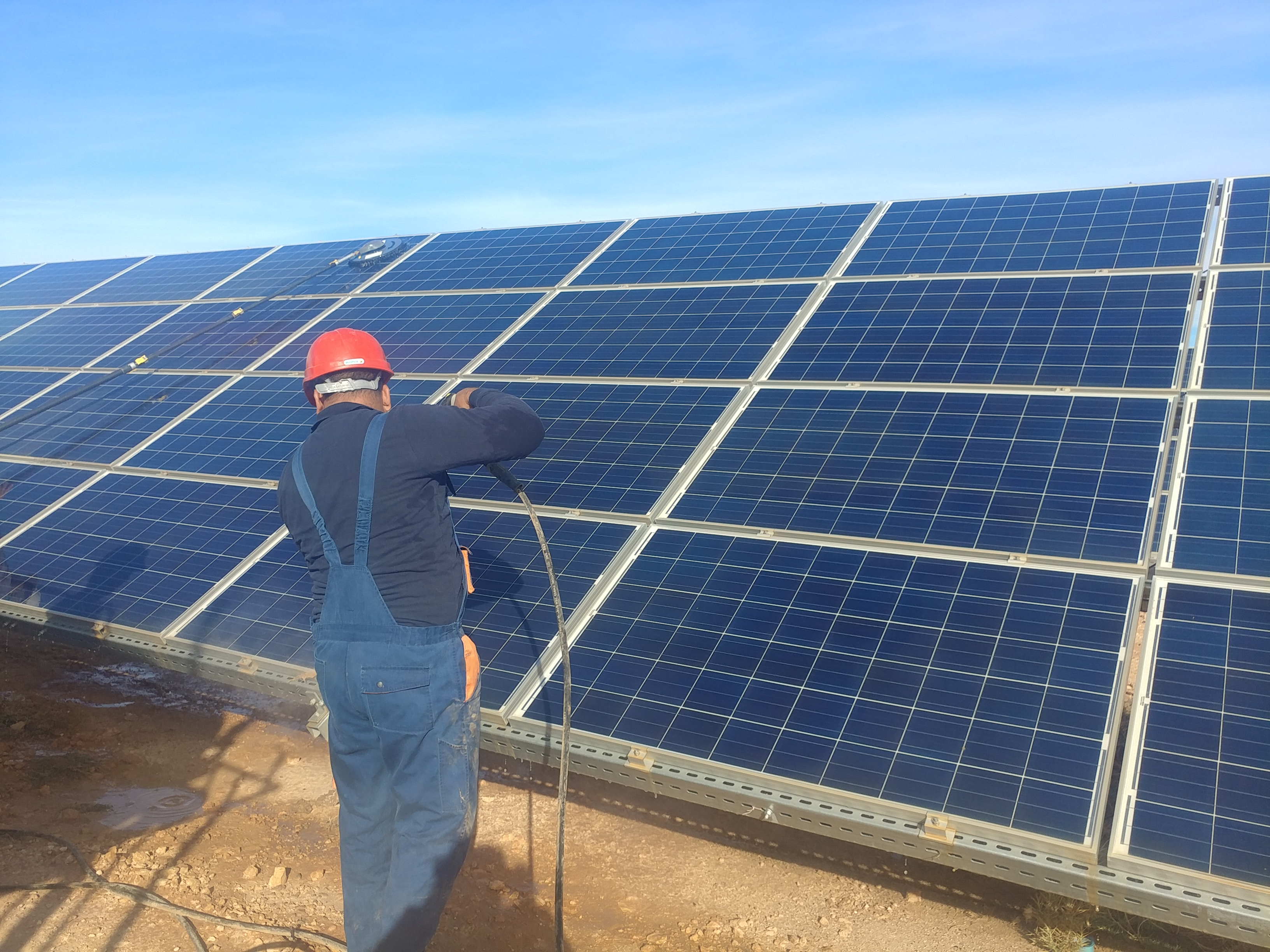
تنظيف الألواح الشمسية

### تربية المواشي
يزيد القطيع الأغــواطي عن 4 ملايين رأس من الماشية وهي موزعة على النحو الآتي :
الغنم في المرتبة الأولى ب 3 ملايين رأس. تليها الماعز ثم الأبقار فالإبل وأخيرا الخيول (بجميع أصنافها).
.

### الزراعة
تحوز ولاية الأغواط على سهول خصبة من أجل الزراعة خصوصا في المنطقة الوسطى و الشمالية:
- تقدر المساحة المزروعة من الحبوب بأكثر من 9 ألاف هكتار 

### المواصلات
تحتوي ولاية الأغواط على ثلاث طرق وطنية هي :
- الطريق العابر للصحراء: الطريق الوطني رقم واحد يربط الجزائر العاصمة بلاغوس النايجيرية مستقبلا وهو يربط مدينة الأغواط بمدينة الجلفة شمالا ومدينة غرداية جنوبا.
- الطريق الوطني رقم (23) : يربط الأغواط بتيارت نحو الغرب الجزائري (مستغانم).
- الطريق الوطني رقم (47) : يربط أفلو ب البيض نحو الجنوب الغربي (عين الصفراء).

كما تمتلك الولاية مطارين أحدهما مطار محلي يستعمل أساسا لنقل الحجاج وهو مطار الأغواط يطلق عليه اسم الشهيد مولاي أحمد مدغري. والثاني ذو طابع اقتصادي وهو مطار حاسي الرمل يستعمل أساسا من قبل الشركة الوطنية للمحروقات سوناطراك وذلك لنقل إطاراتها وكذا رجال الأعمال المتعاقدين معها.
- تحوز الولاية على خط سكة حديدية بطول 50 كم يربطها ببوغزول العاصمة المستقبلية للجزائر، و ثلاث محطات للقطار.

تم إنجاز خط بوغزول - الأغواط و ذلك بطول 250 كم في المجمل و قد دخل حيز الخدمة أواخر العام 2023 .

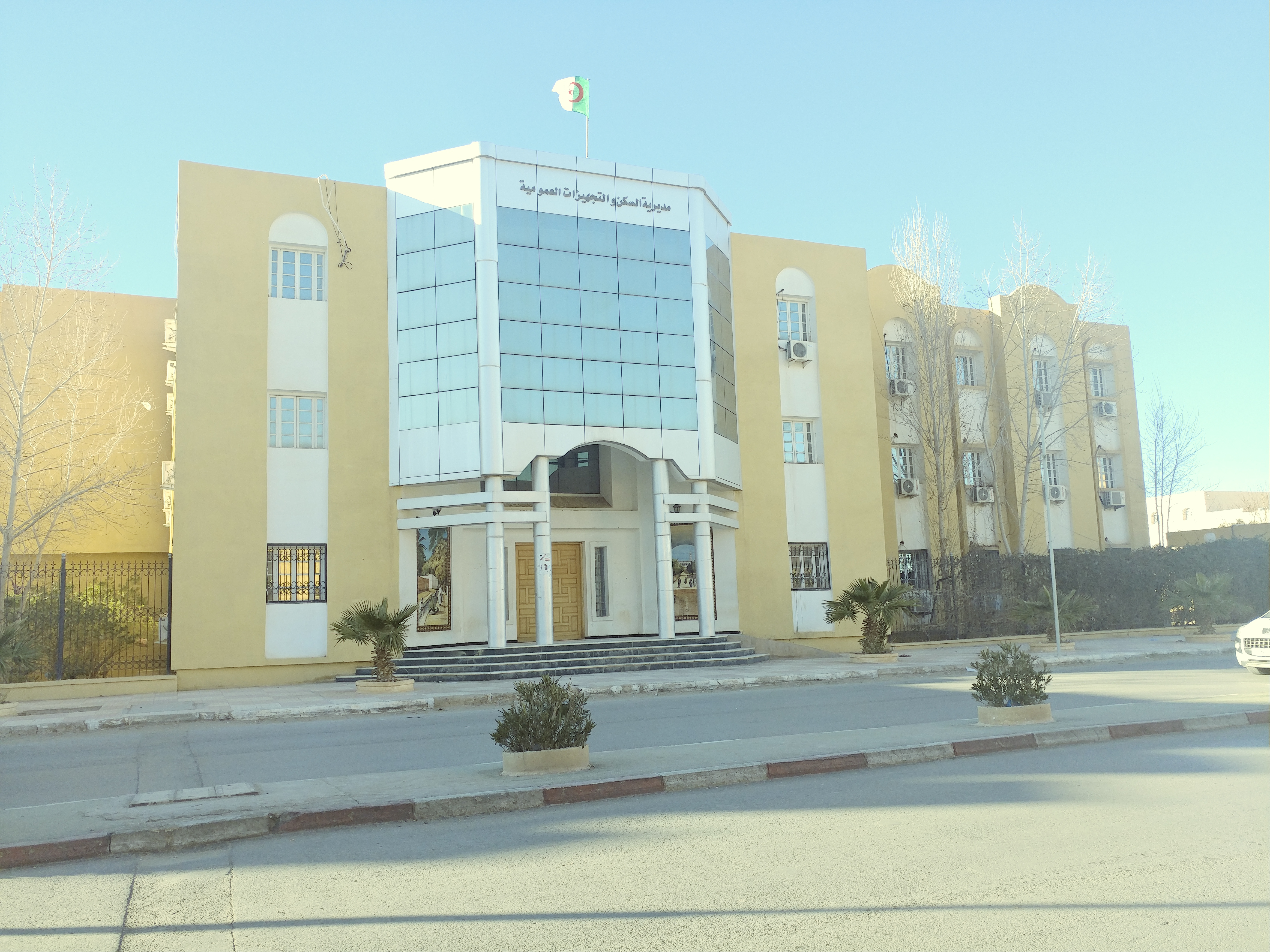
مديرية السكن والتجهيزات العمومية الأغواط

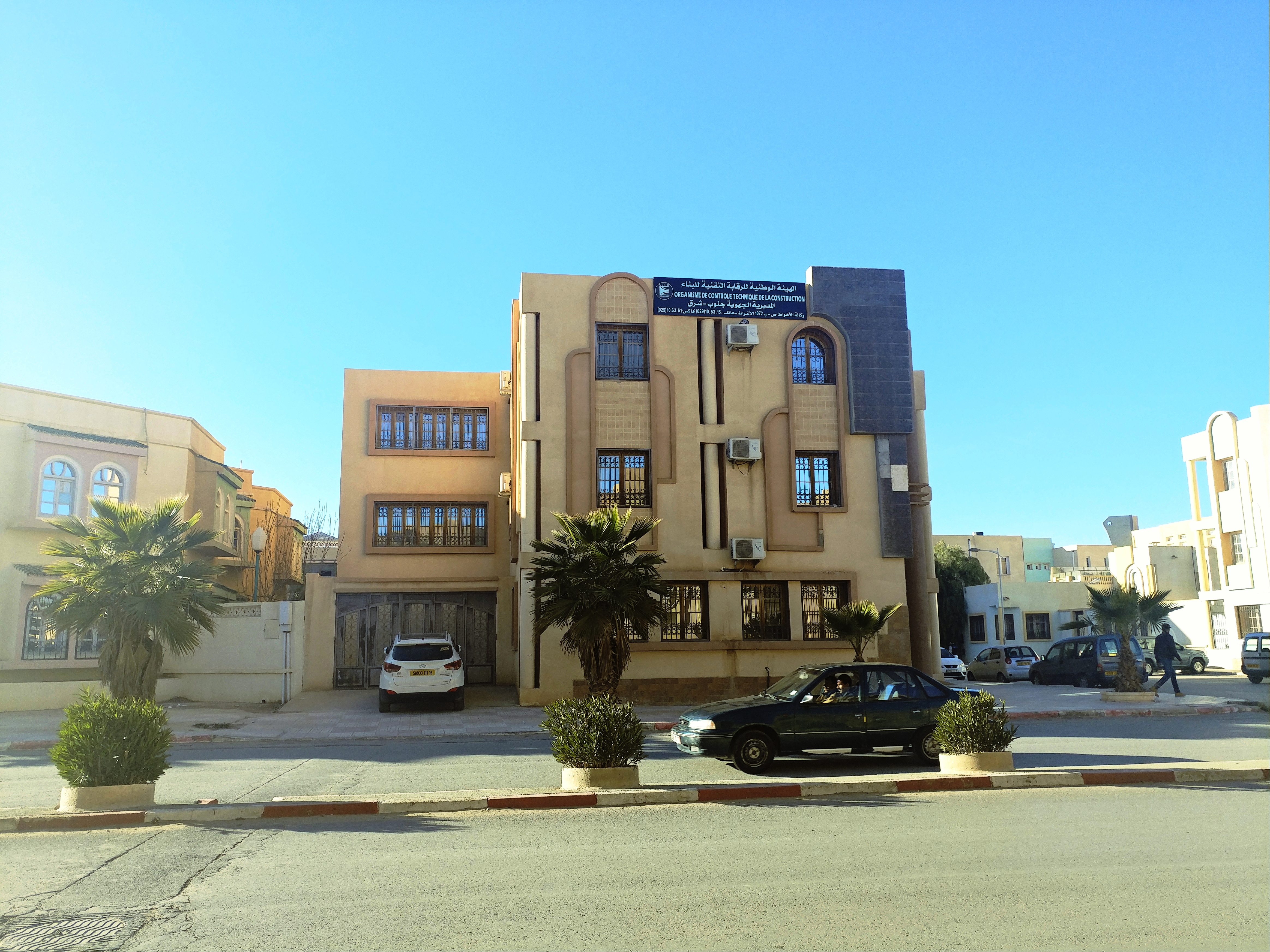
الهيئة الوطنية للمراقبة لتقنية للبناء الأغواط

.

## التعليم الجامعي
تضم هذه الولاية العديد من الجامعات ومؤسسات التعليم الجامعي، منها:
- جامعة عمار ثليجي.[10]
- المركز الجامعي: ملحقة أفلو.
- المدرسة العادية العليا.

## الإعلام

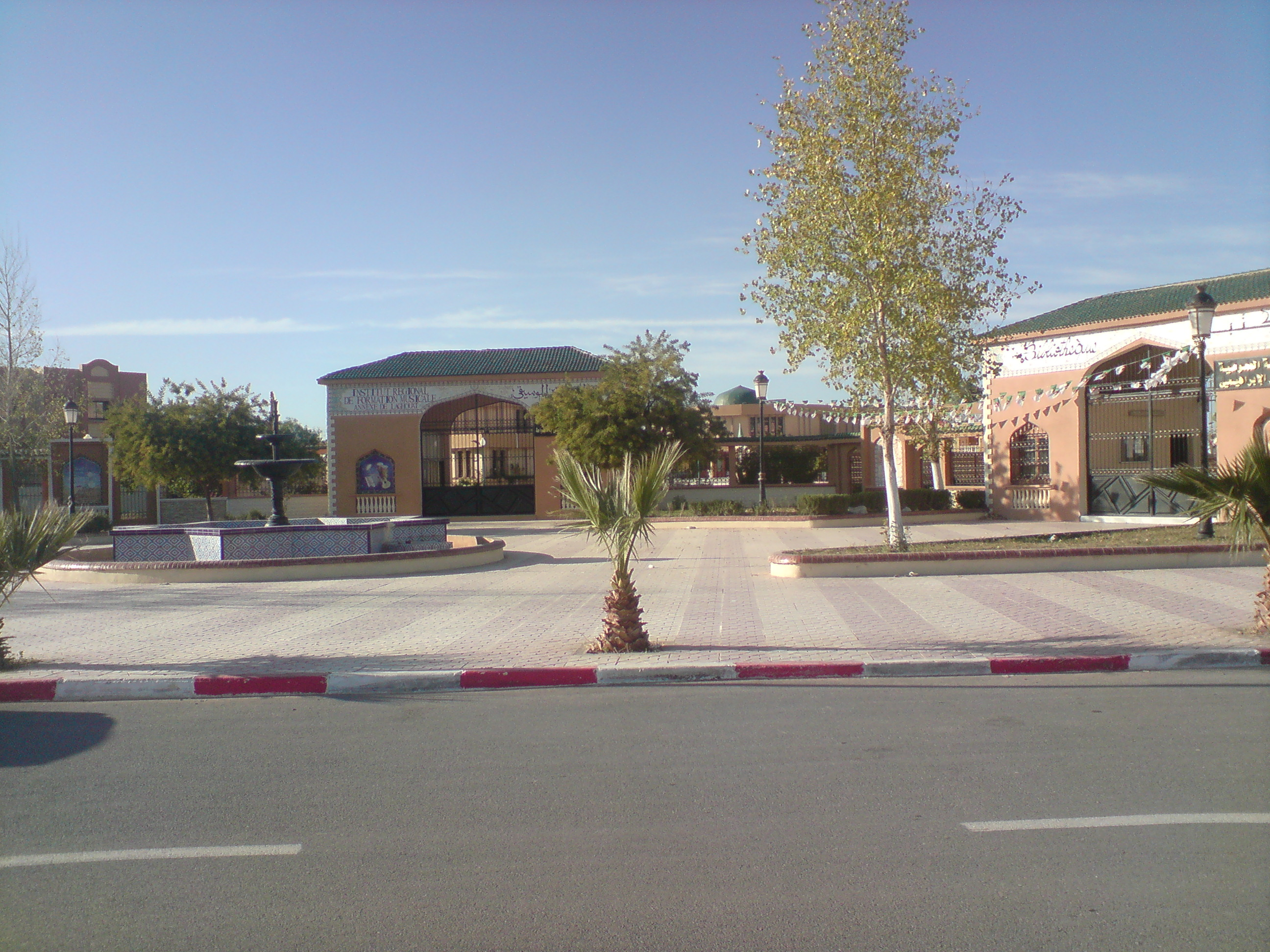
منظر لشارع به إذاعة السهوب - الأغواط

تمتلك ولاية الأغواط إذاعة جهوية تدعى إذاعة السهوب الجهوية افتتحت بتاريخ 05 نوفمبر 1991 بمعدل ساعتين يوميا عدا يومي الخميس والجمعة.
في مارس 2003 نُصب جهاز إعادة البث FM بالبرج الشرقي وسط مدينة الأغواط وبقوة 10 واط الموجة 98.9 ميغاهركز.
في يوليو 2003 أنجز جهاز الإرسال FM بمرتفعات آفلو على بعد 100 كيلو متر من مقر الإذاعة غربا وبقوة 10 كيلو واط الموجة 87.6 ميغاهركز.
في شهر أغسطس 2004 استفادت المحطة من جهاز ثالث للإرسال نصب بمنطقة حاسي الرمل لتغطية الجهة الجنوبية لولايـة الأغـواط كحاسي الدلاعة وغيرها 02 كيلوواط الموجة 98.0 ميغاهرتز مما سمح باتساع رقعة البث إلى حدود بعض الدوائر وبلديات ولاية غرداية.
في 12 أبريل 2005 استفادت المحطة من جهاز للإرسال تم تنصيبه بجبل سبع مقران بالجلفة بقوة 02 كيلوواط الموجة 91.1 ميغاهرتز.

## المجتمع

### السكان
يقدر عدد سكان الولاية بـ حوالي نصف مليون نسمة نسمة. ومن الناحية الديموغرافية فقدرت نسبة النمو السكاني بالولاية في الفترة بين 1998 و2008 ب 3.8 ونسبة الأمية 26.3 في المئة وهذا لوجود فئة مهمة من سكان الولاية هم بدو رحل يصعب توفير المدارس لأبنائهم. كما قدّرت نسبة السكان الأقل من 35 سنة ب 71.98 بالمئة. 
| ذكور   | فئة عمرية     | إناث   |
| ------ | ------------- | ------ |
| 826    | 85 سنة وأكثر  | 700    |
| 1٬121  | 80 إلى 84 سنة | 832    |
| 2٬065  | 75 إلى 79 سنة | 1٬653  |
| 2٬927  | 70 إلى 74 سنة | 2٬567  |
| 4٬000  | 65 إلى 69 سنة | 3٬415  |
| 3٬522  | 60 إلى 64 سنة | 3٬190  |
| 5٬912  | 55 إلى 59 سنة | 5٬369  |
| 7٬917  | 50 إلى 54 سنة | 7٬095  |
| 10٬253 | 45 إلى 49 سنة | 9٬798  |
| 12٬027 | 40 إلى 44 سنة | 12٬038 |
| 15٬065 | 35 إلى 39 سنة | 14٬633 |
| 16٬877 | 30 إلى 34 سنة | 16٬633 |
| 21٬567 | 25 إلى 29 سنة | 21٬949 |
| 23٬878 | 20 إلى 24 سنة | 24٬001 |
| 25٬447 | 15 إلى 19 سنة | 24٬725 |
| 25٬001 | 10 إلى 14 سنة | 23٬988 |
| 25٬226 | 5 إلى 9 سنوات | 24٬015 |
| 28٬569 | 0 إلى 4 سنوات | 26٬104 |

جدول نتائج الإحصاءات:
| السنة      |  | 1987   |  | 1998   |  | 2008   |  | 2011   |
| ---------- |  | ------ |  | ------ |  | ------ |  | ------ |
| عدد السكان |  | 215183 |  | 327634 |  | 455602 |  | 484252 |

جدول يوضح تطور قطاع السكن الريفي في النصف الأول من العقد السابق
| السنة           |  | 1999 |  | 2000 |  | 2001 |  | 2002 |  | 2003 |  | 2004 |  | 2005 |  | 2007  |  | 2008 |  | 2009 |
| --------------- |  | ---- |  | ---- |  | ---- |  | ---- |  | ---- |  | ---- |  | ---- |  | ----- |  | ---- |  | ---- |
| الطلبات المسجلة |  | 4310 |  | 4802 |  | 4802 |  | 5202 |  | 5652 |  | 5252 |  | 7852 |  | 11852 |  | 7332 |  | 7332 |
| السكنات المنجزة |  | 2778 |  | 3761 |  | 4588 |  | 4782 |  | 4802 |  | 4520 |  | 5095 |  | 6709  |  | 2819 |  | 3444 |

جدول تطور قطاع السكن الحضري في نفس الفترة
| السنة           |  | 1999  |  | 2000  |  | 2001 |  | 2002 |  | 2003 |  | 2004 |  | 2005  |  | 2007  |  | 2008  |  | 2009 |
| --------------- |  | ----- |  | ----- |  | ---- |  | ---- |  | ---- |  | ---- |  | ----- |  | ----- |  | ----- |  | ---- |
| الطلبات المسجلة |  | 13081 |  | 13185 |  | 8962 |  | 7625 |  | 8248 |  | 7621 |  | 10216 |  | 15733 |  | 10009 |  | 9173 |
| السكنات المنجزة |  | 9982  |  | 10972 |  | 7252 |  | 6469 |  | 6688 |  | 7181 |  | 7637  |  | 9485  |  | 3686  |  | 4793 |

## عادات وتقاليد
| - فيشطا سيدي مخلوف - فانطازيا - سيدي مخلوف / الأغواط - صورة من المهرجان السنوي |

### التّقويم الفلاحي في - الأغواط - السهوب
أسماء الشهور في تقويم السنة الفلاحية :
| الشهر   |  | 1      |  | 2     |  | 3    |  | 4     |  | 5    |  | 6     |  | 7     |  | 8   |  | 9      |  | 10   |  | 11   |  | 12    |
| ------- |  | ------ |  | ----- |  | ---- |  | ----- |  | ---- |  | ----- |  | ----- |  | --- |  | ------ |  | ---- |  | ---- |  | ----- |
| التسمية |  | الناير |  | فورار |  | مارص |  | يبرير |  | مايو |  | يونيا |  | يوليا |  | غُشت |  | شتانبر |  | توبر |  | فمبر |  | جامبر |

- سعد الشولة: تأخذ أربعة أيام من نهاية الشهر الأخير للخريف ويقال عنها | ولاية الأغواط | إذا جاء المطر في الشولة وجد المطمر للعولة. | ولاية الأغواط | أي أن المحصول الزراعي يكون وافرا.
- النعامة: يحل في اليوم السادس منها شهر دجنبر وهذا الشهر يدعى شهر الإضاءة ذلك لأنه يعتقد أنه في ليلة من ليالي هذا الشهر يأخذ الماء قوام الدم لذا وجب فحص الماء ليلا بالإضاءة قبل شربه كما يتجنبون تناول ما يتبقى من وجبة العشاء صباحا وتمنع الحراثة في هذه الفترة.
- البلدة: يقال عنها إذا جاء المطر في الشولة وجد المطمر للعولة| ولاية الأغواط | تزيد في البرد شدة وفي الليل مدة وفي الكرش نفدة. | ولاية الأغواط |أي يشتد البرد في هذه الفترة وتزيد مدة الليل على حساب النهار وتزيد الحاجة إلى الغذاء لأن الكائن الحي يصرف طاقة في حماية الجسم من البرد.
- سعد الذابح: يحل رأس السنة الفلاحية ليلة الحادي عشر منه وفي هذه الليلة يحتفل بها بتحضير وجبة من خليط الحبوب الجافة والسمن ويقتلع عن عادة إضاءة الماء ليلا.
- بولاع: يقال عنه | ولاية الأغواط | إذا مات بولاع مات الشتاء قاع. | ولاية الأغواط | إذ يصل البرد إلى أقصاه في هذه الفترة.
- سعد السعود: يقال عنه: | ولاية الأغواط | يجري الماء في العود. | ولاية الأغواط | أي العصارة تجري في أوعية الأشجار بعد أن كانت في سبات -الكمون-.
- سعد الخبايا: يقال عنه: | ولاية الأغواط | سعد الخبايا نفاض الضبايا ما تبقى حاجة مخبايا. | ولاية الأغواط | أي في هذه الفترة يستنفد الفلاحون عولة العام الماضي كما أن الكائنات الحية التي كانت في البيات الشتوي تخرج جميعا لأن الجو يتحسن ويقترب موعد الربيع ثلاث أيام أفراق بين الفصلين. وغالبا ما يسمع الرعد في هذه الفترة ذلك لأن الرعد نادرا ما يسمع في فصل الشتاء. حمرة السماء صباحا تدل على أن الحالة الجوية تكون رديئة بخلاف حمرتها مساءا.
- الليالي الموتى: مدتها 40يوما أي 20يوما بعد العام الفلاحي و20 يوما قبله. وتأخذ أربعة أيام من سعد السعود لذا يقال | ولاية الأغواط | أربعة سود في سعد السعود. | ولاية الأغواط | كما أن الفترة تتميز بالكمون الأقصى حتى يقال عن الزراعة | ولاية الأغواط | حرث الليالي الأول مثل التالي. | ولاية الأغواط |أي التطور النباتي والإنبات لا يحصل في هذه الفترة لأن درجة الحرارة الملائمة غير متوفرة.[15]
- قرة المعزة: هي فترة تبدأ يوم 14 فبراير وتنتهي يوم 19 من نفس الشهر، وهي فترة شديدة البرودة من الشّتاء، ينزل فيها البرد والثلج.
- حروف الطا: يقال عنهم : | ولاية الأغواط | إذا دخلو حروف الطا ميّز في الوطا. | ولاية الأغواط |
- الحسوم: هي فترة تبدأ يوم 10 مارس وتنتهي يوم 17 من نفس الشهر، هي فترة تلاقح النباتات، وتتميّز بكثرة هبوب الرّيح.

يقال عنهم : 
| ولاية الأغواط | إذا فاتو الحسوم لوح كساتك وعوم. | ولاية الأغواط |

- بياع برنوسو: هي فترة برودة تلي أيام دافئة، تبدأ يوم 15 أفريل وتنتهي يوم 30 من نفس الشهر.
- الصمايم: هي فترة صيفيّة تمتدّ حوالي أربعون يوما، تبدأ يوم 25 يوليو ويكون فيها الطقس شديد الحرارة. تنقسم إلى 20 نار و20 نوار: الأولى حرارة قصوى والثانية متوسطة حيث تزرع بها الأشتال مثل الطماطم.... إلخ.كما تهب في هذه الفترة رياح شهيلي.
- عنصلة: يكون يوم 37 من الصيف (أول أيام الصيف في التقويم الفلاحي هو 30 ماي) وكل النباتات الحولية تجف، وهي تشمل منزلة الهفعة والهنعة والذراع.
- غشت: 14 أوت | ولاية الأغواط | كول منين شت. | ولاية الأغواط | يقصد به أي نخله يسقط عليها نظرك فتأكد بأن بها تمر ناضج ويقال تنشأ به نواة البرد كما يبتدئ تشكل الجنين في البيضة ويرون أن برد هذه الفترة ضار فيقال: | ولاية الأغواط | ضربة بالسيف ولا برد الصيف. | ولاية الأغواط |
- آوس: في شهر غشت يقال عنه | ولاية الأغواط | حيطك لا تمس وولدك عس. | ولاية الأغواط |أي أن العقارب يشتد أذاها في هذه الفترة وتؤدي لسعاتها للموت. لذا ينصح من عدم الاقتراب من شقوق الجدران ويجب حماية الأطفال على ذلك.[16]

## الرياضة
- كرة القدم:

هي اللعبة الأكثر شعبية في الولاية وذلك لوجود عدة فرق تشارك في مختلف أقسام الدوري الجزائري لكرة القدم، أهمها: الاتحاد الرياضي لبلدية الأغواط، نجوم الأغواط بعاصمة الولاية ولا يقتصر تواجد الأندية الكروية على عاصمة الولاية بل يتعداه إلى مدن الأغواط الأخرى فيبرز كل من ناديي الاتحاد الرياضي لبلدية آفلو واتحاد حاسي الرمل على المشهد الكروي بولاية الأغواط، أما الفريق الذي لديه قاعدة شعبية داخل وخارج الولاية فهو فريق (اتحاد الأغواط)إذ يعتر أقدم نادي كروي بالمنطقة.
- رياضات أخرى:

تنتشر رياضات أخرى ككرة اليد، الطائرة، الفروسية...حيث حققت الولاية مراكز مشرفة سواء على الصعيد الوطني أو العربي أو حتى الأفريقي والتألق في هذه الرياضات جاء من فآت أخرى على غرار فريق نجمة لكرة اليــــد (نساء كبريات) وفريق أشبال قصر الحيران وفريق العالية لكرة الجرس لدى المكفوفين....
يجدر الإشارة أنه رغم الإمكانيات القليلة مقارنة مع الولايات الكبرى في الشمال الاّ أنه نشهد تألق بعض أبناء المنطقة في مختلف التخصصات فللولاية أبطال عالم في رياضة الكيك بوكسينغ مثلا.
رغم هذا فما زالت الولاية تشهد عجزا في هذا المجال خصوصا في البلديات الفقيرة.
.

## الجانب العسكري

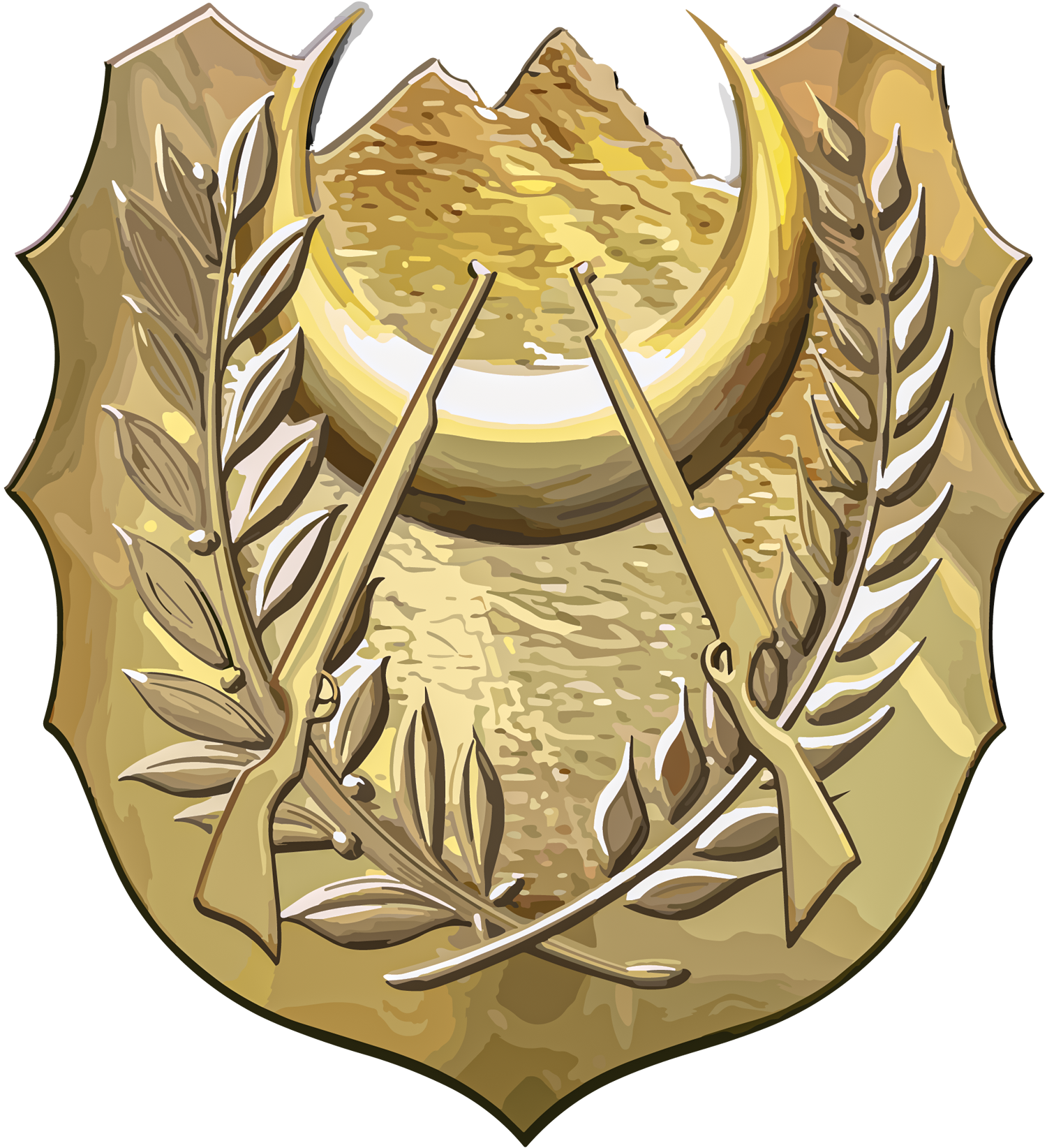
رمز الجيش الوطني الشعبي

النواحي العسكرية

تعتبر ولاية الأغواط تابعة إقليميا إلى إقليم الناحية العسكري الرابعة والذي مقرها ولاية ورقلة حيث تحتوي ولاية الأغواط على قاعدة جوية بالقرب من مطار الولاية مولاي أحمد مدغري بالأضافة إلى ثكنة تابعة للدفاع الجوي عن الإقليم كما نلاحظ تواجد الثكنات العسكرية في مدن الأغواط الأخرى خصوصا أفلو.

لكن في العهد الاستعماري كان لها أهمية أكبر من الآن حيث بنى المستعمر ثكنة قلعة كبيرة عل هضبة من هضاب مدينة الأغواط وجعلها كبرج مراقبة لمرقبة تحركات أهالي الصحراء إذ عمد على جعل هذه القلعة كعاصمة عسكرية فكما هو معروف فالجنوب الجزائري أي الصحراء الجزائرية كان تحت حكم عسكري وكانت هذه الثكنة مقرا لقيادات جيوش الصحراء.
والزائر للمدينة القديمة بالأغواط يلاحظ بأن المدينة عبارة عن ثكنة عسكرية كبيرة تتخلها أحياء وأزقة وبعض البساتين.
- تظم ولاية الأغواط مدرسة أشبال الأمة.[19]
- تظم ولاية الأغواط أيضا ثكنة للحرس الجمهوري.

## معرض الصور
| - معركة الأغواط 1852 بريشة جون أدولف بوسي ‏ - المعركة الأخيرة (معركة الأغواط 1852 بريشة الفنان الدانماركي نيلز سيمونسن ‏ - لوحة زيتية: مخيم في الأغوط الجزائر مؤرخة في 1903 - القافلة لأوجين فرومنتان (مشهد لحياة بدو الأرباع الأغواط) - اليوم التالي لرمضان، ن. دينيه 1895 : الأغواط - عرب الأغواط في البرنوس : متحف أورسيه - ألعاب بنات في الأغواط لوحة زيتية بريشة نصر الدين ديني - لوحة فنية: المحجبات الجنوبيات وأولاد نايل من الأغواط - فتاة صغيرة من الأغواط 1894 بريشة جورج غاستيه ‏ - واد الحصباية - رسوم صخرية الحصباية - رسوم صخرية الغيشة - رسوم صخرية عين سفيسيفة - رسوم صخرية منطقة آفلو - رسوم صخرية عين سفيسيفة - تاجموت (غربا) - أفلو (شمالا) - حاسي الدلاعة (جنوبا) - حاسي الرمل (جنوبا) - متحف الأغواط - زربية جبل عمور - المتحف البلدي / كان كنيسة في السابق - -الأغواط مدينة- - -منظر للأغواط لفرومونتان- - شارع في الأغواط |

## الزوايا
- «الزاوية التيجانية» بعين ماضي.
- «الزاوية القادرية» بالأغواط.[20]
- «زاوية الشيخ بشير رميلات» بحاسي دلاعة.[21]
- «الزاوية الطيبية» بالأغواط.
- «زاوية سيدي بوزيد» بسيدي بوزيد.
- «الزاوية الحبيبية» بالأغواط.
- «زاوية سيدي عطاء الله» بتاجموت.
- «زاوية سيدي مخلوف» بسيدي مخلوف.[22]
- «الزاوية الناصرية» بالأغواط.
- «الزاوية الشاذلية» بالأغواط.
- «الزاوية السنوسية» بالأغواط.
- «الزاوية العزوزية» بالأغواط.

## نواب ولاية الأغواط في المجلس الشعبي الوطني
التوزع الجنسي لنواب البرلمان عن ولاية الأغواط (2017م-2022م)
الانتماء الحزبي لنواب البرلمان عن ولاية الأغواط (2017م-2022م)
يبلغ عدد النواب في المجلس الشعبي الوطني عن ولاية الأغواط 6 نواب خلال الدورة التشريعية 2017م-2022م التي انطلقت بعد 4 ماي 2017م.
يتوزع نواب البرلمان عن ولاية الأغواط في الدورة التشريعية 2017م-2022م وفق الجنس حسب النسب التالية:
1. النواب النساء: 1 (16.67 %).
2. النواب الرجال: 5 (83.33 %).

### التوزيع الحزبي
يتوزع نواب البرلمان عن ولاية الأغواط في الدورة التشريعية 2017م-2022م حسب عدة قوائم حزبية:
1. التجمع الوطني الديمقراطي: 2 نواب (33.33 %).
2. جبهة التحرير الوطني: 1 نائب (16.67 %).
3. جبهة المستقبل: 1 نائب (16.67 %).
4. جبهة الجزائر الجديدة: 1 نائب (16.67 %).
5. الأحرار: 1 نائب (16.67 %).